# Saint-Pierre-en-Auge
Pour les articles homonymes, voir Saint-Pierre.
Saint-Pierre-en-Auge est une commune nouvelle française située dans le département du Calvados en région Normandie, peuplée de 7 265 habitants créée en 2017 par la fusion de Saint-Pierre-sur-Dives et de  Boissey, Bretteville-sur-Dives, Hiéville, Mittois, Montviette, L'Oudon, Ouville-la-Bien-Tournée, Sainte-Marguerite-de-Viette, Saint-Georges-en-Auge, Thiéville, Vaudeloges et Vieux-Pont-en-Auge, qui sont devenues ses communes déléguées.

## Géographie

### Description

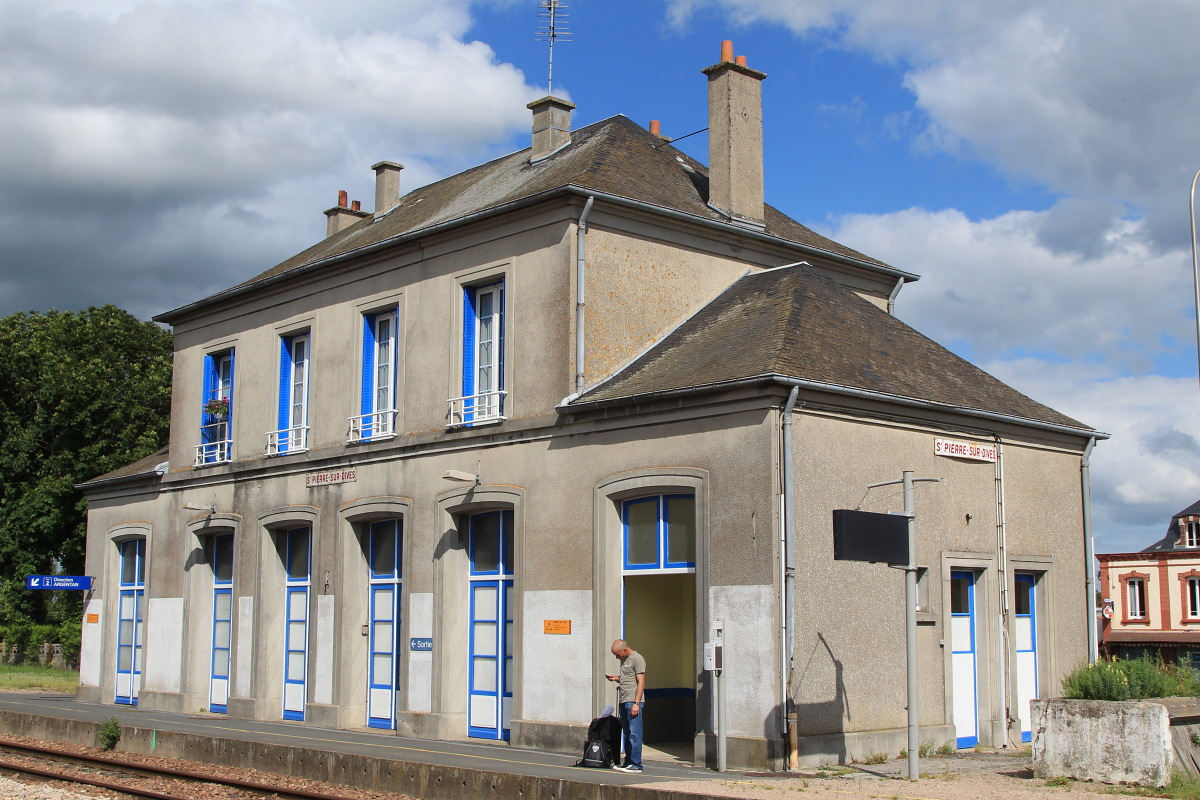
L'ancien bâtiment de la gare de Saint-Pierre-sur-Dives, avant sa démolition.

La commune est située entre la plaine de Caen et la campagne de Falaise à l'ouest et le pays d'Auge à l'est. Son bourg est à 9,5 km au sud de Mézidon Vallée d'Auge, à 16 km à l'ouest de Livarot-Pays-d'Auge, à 20 km au nord-est de Falaise, à 25 km au sud-ouest de Lisieux et à 33 km au sud-est de Caen.
La gare de Saint-Pierre-sur-Dives, située sur la ligne du Mans à Mézidon est  desservie par les trains TER Normandie (ligne de Caen à Tours).

### Communes limitrophes
| Mézidon Vallée d'Auge         | Mézidon Vallée d'Auge | Castillon-en-Auge                               |
| Vendeuvre, Courcy, Louvagny   | Saint-Pierre-en-Auge  | Livarot-Pays-d'Auge                             |
| Barou-en-Auge, Norrey-en-Auge | Les Moutiers-en-Auge  | Le Renouard Orne Saint-Gervais-des-Sablons Orne |

### Hydrographie
La commune est située dans le bassin Seine-Normandie. Elle est drainée par la Dives, l'Oudon, le ruisseau de Gronde, un bras de la Dives, la Viette, l'Aubette, le ruisseau de la Garenne, le fossé 01 du Sapin, un bras de la Dives, la Dives, un bras de la Dives, le ruisseau des Aneries, le cours d'eau 06 du Manoir, le fossé 01 des Bernouis, le ruisseau d'Abbeville, le ruisseau de la Fontaine des Bequilles, le cours d'eau 01 du Moulin à Eau, le fossé 05 des Vallées, le ruisseau de la Fontaine du Sue, le fossé 03 des Planches, le fossé 01 de Bonnechose, le ruisseau de Clermont, le ruisseau de Courville, le ruisseau de Croquemain, le fossé 01 de la Cours Saint-Germain, le fossé 01 d'Ecots, le fossé 02 de Pontolin, le Foret, le fossé 01 de l'Eguillon, le ruisseau de la Fontaine Saint-Julien, le fossé 01 des Bertrand, le fossé 01 de la Roulière, le fossé 03 de la Roulière, le fossé 01 de Glatigny, le fossé 02 de la commune de Mesnil-Mauger, le fossé 01 de la Cour Fontaine, le cours d'eau 01 de Haut de Viette, le cours d'eau 01 de la commune de Saint-Marguerite-de-Viette, le ruisseau de Saint-Georges, le ruisseau du Tilleul, le Douet Pilon, le fossé 01 de Blanvatel, le ruisseau de la Fontaine Heurtas, le fossé 04 de la Chapelle, le ruisseau au Bec, le fossé 01 de la Croix aux Ladres, le fossé 02 d'Houlbec et divers autres petits cours d'eau,.
La Dives, d'une longueur de 105 km, prend sa source dans la commune de Gouffern en Auge et se jette  dans la baie de Seine en limite de Cabourg et de Dives-sur-Mer, après avoir traversé 34 communes. Les caractéristiques hydrologiques de la Dives sont données par la station hydrologique située sur la commune. Le débit moyen mensuel est de 3,3 m3/s. Le débit moyen journalier maximum est de 21,7 m3/s, atteint lors de la crue du 19 janvier 2024. Le débit instantané maximal est quant à lui de 26 m3/s, atteint le même jour.
L'Oudon, d'une longueur de 26 km, prend sa source dans la commune des Moutiers-en-Auge et se jette  dans la Dives sur la commune, après avoir traversé trois communes. 
Le ruisseau de Gronde, d'une longueur de 10 km, prend sa source dans la commune  et se jette  dans un bras de la Dives sur la commune, après avoir traversé un communes. 
La Viette, d'une longueur de 21 km, prend sa source dans la commune  et se jette  dans la Vie à Mézidon Vallée d'Auge, après avoir traversé deux communes. 

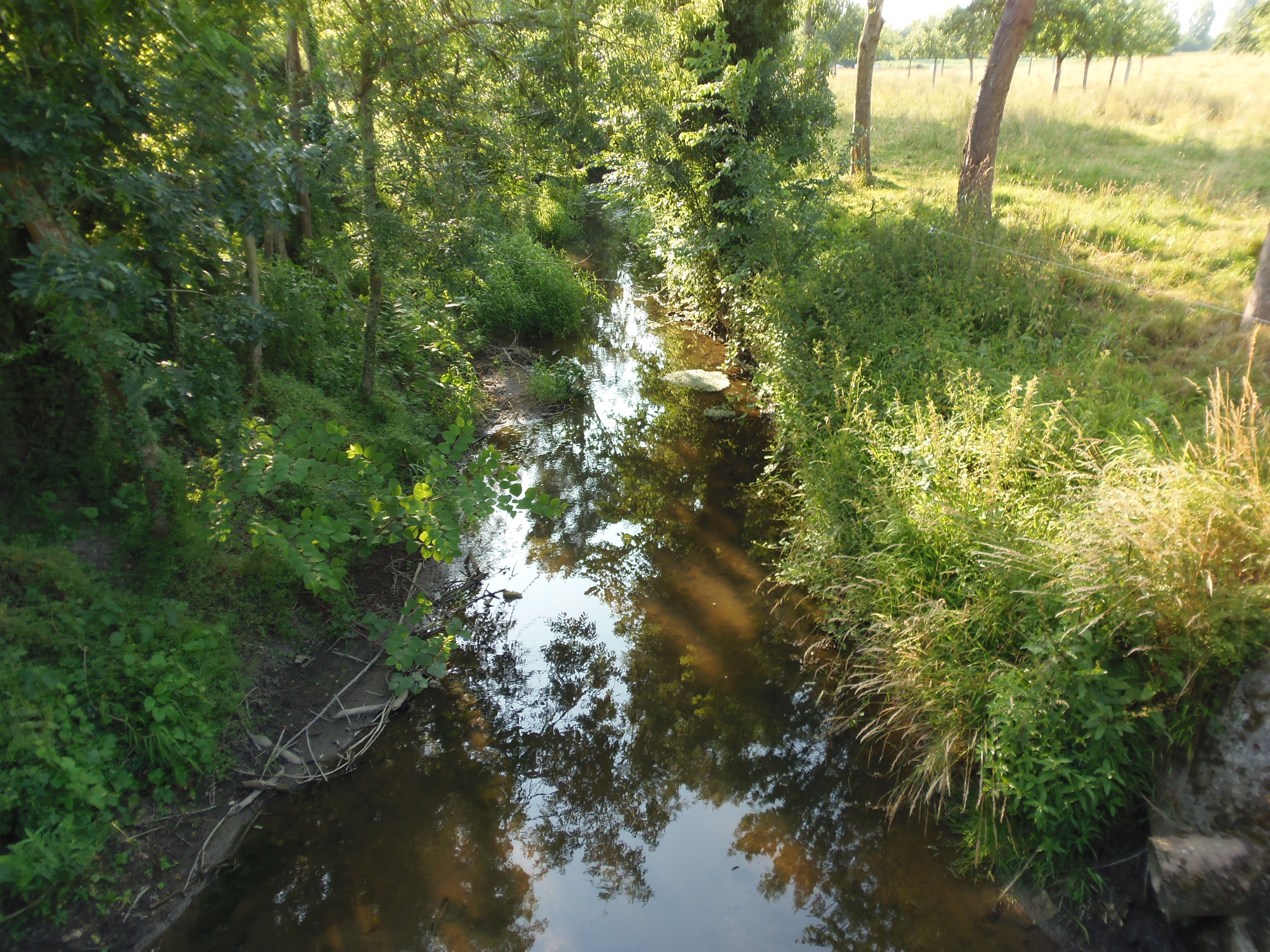
L'Oudon au hameau de Saint-Martin-de-Fresnay à L'Oudon.
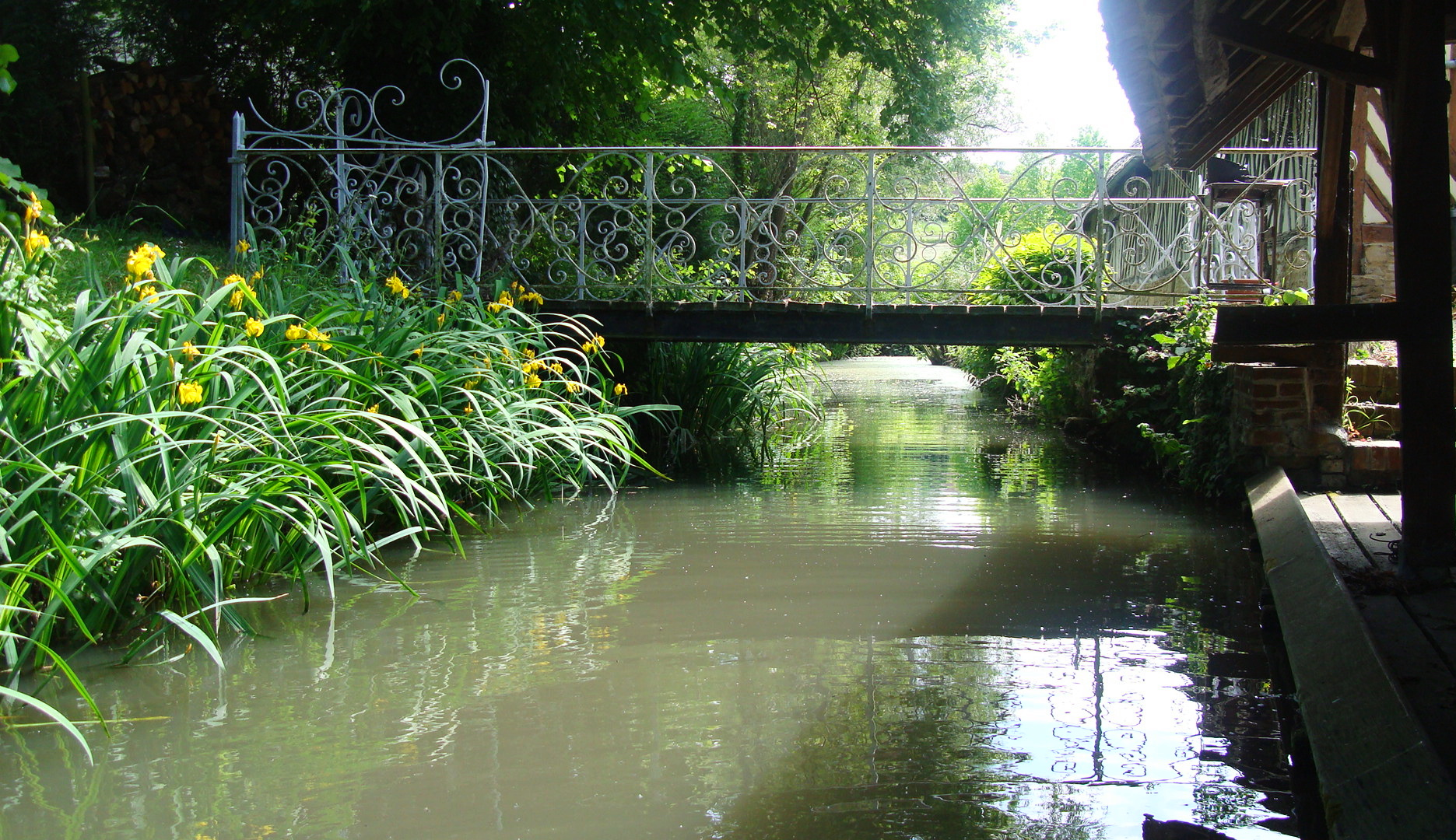
Lavoir du Manoir de Boissey sur le ruisseau de la Fontaine Saint-Julien.
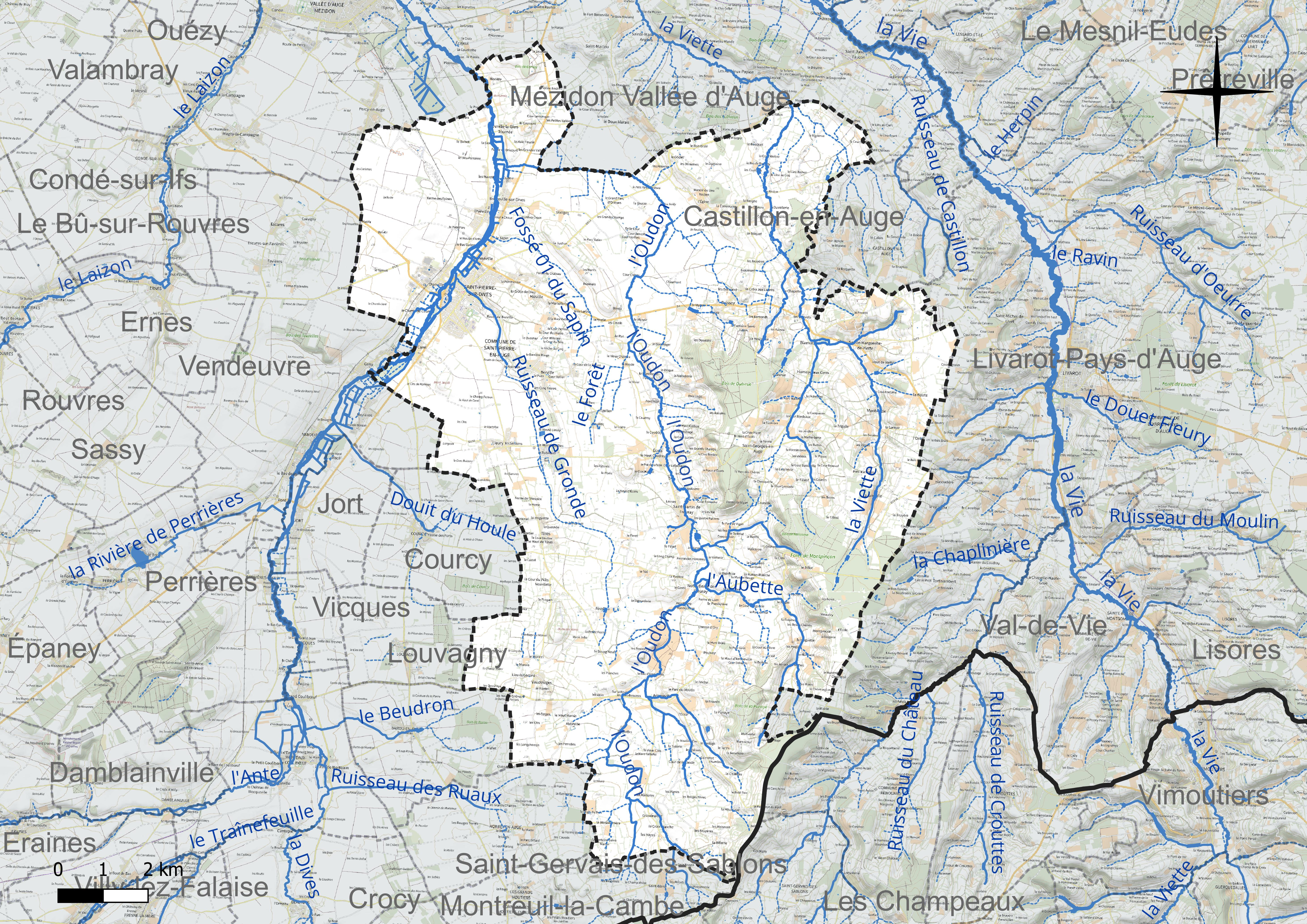
Réseau hydrographique de Saint-Pierre-en-Auge.

### Climat
Pour des articles plus généraux, voir Climat de la Normandie et Climat du Calvados.
En 2010, le climat de la commune est de type climat océanique altéré, selon une étude du Centre national de la recherche scientifique s'appuyant sur une série de données couvrant la période 1971-2000. En 2020, Météo-France publie une typologie des climats de la France métropolitaine dans laquelle la commune est exposée à un climat océanique et est dans la région climatique Normandie (Cotentin, Orne), caractérisée par une pluviométrie relativement élevée (850 mm/a) et un été frais (15,5 °C) et venté.
Pour la période 1971-2000, la température annuelle moyenne est de 10,7 °C, avec une amplitude thermique annuelle de 12,5 °C. Le cumul annuel moyen de précipitations est de 686 mm, avec 11,6 jours de précipitations en janvier et 7,5 jours en juillet. Pour la période 1991-2020, la température moyenne annuelle observée sur la station météorologique installée sur la commune est de 11,3 °C et le cumul annuel moyen de précipitations est de 677,1 mm,. Pour l'avenir, les paramètres climatiques de la commune estimés pour 2050 selon différents scénarios d'émission de gaz à effet de serre sont consultables sur un site dédié publié par Météo-France en novembre 2022.
| Mois                                  | jan.             | fév.           | mars           | avril           | mai           | juin            | jui.          | août           | sep.            | oct.          | nov.          | déc.            | année      |
| ------------------------------------- | ---------------- | -------------- | -------------- | --------------- | ------------- | --------------- | ------------- | -------------- | --------------- | ------------- | ------------- | --------------- | ---------- |
| Température minimale moyenne (°C)     | 2                | 1,6            | 2,8            | 3,9             | 7,4           | 10,3            | 12,1          | 12,2           | 9,7             | 7,9           | 4,6           | 2,3             | 6,4        |
| Température moyenne (°C)              | 5,2              | 5,5            | 7,7            | 9,7             | 13            | 16,1            | 18,1          | 18,2           | 15,5            | 12,3          | 8,3           | 5,6             | 11,3       |
| Température maximale moyenne (°C)     | 8,3              | 9,4            | 12,5           | 15,5            | 18,7          | 21,9            | 24,2          | 24,3           | 21,2            | 16,7          | 12            | 8,8             | 16,1       |
| Record de froid (°C) date du record   | −26,5 08.01.1985 | −14,8 11.02.12 | −14,5 13.03.13 | −7,1 04.04.1996 | −3,1 14.05.10 | −0,5 05.06.1991 | 3 04.07.1984  | 1,5 28.08.1974 | −1,5 27.09.1972 | −8 30.10.1997 | −9,8 28.11.10 | −13,4 19.12.09  | −26,5 1985 |
| Record de chaleur (°C) date du record | 16,2 13.01.1993  | 20,9 27.02.19  | 25 30.03.21    | 28,7 21.04.18   | 30,6 27.05.05 | 37 18.06.22     | 40,1 25.07.19 | 38,8 10.08.03  | 34,2 07.09.23   | 29,2 01.10.11 | 22,4 01.11.15 | 17,2 16.12.1989 | 40,1 2019  |
| Précipitations (mm)                   | 53,2             | 45,3           | 45,1           | 51,1            | 62,8          | 56,4            | 52,5          | 58             | 55,1            | 65,7          | 63,5          | 68,4            | 677,1      |

| Diagramme climatique                                  |            |             |             |             |              |              |            |             |             |           |            |
| J                                                     | F          | M           | A           | M           | J            | J            | A          | S           | O           | N         | D          |
| 8,3253,2                                              | 9,41,645,3 | 12,52,845,1 | 15,53,951,1 | 18,77,462,8 | 21,910,356,4 | 24,212,152,5 | 24,312,258 | 21,29,755,1 | 16,77,965,7 | 124,663,5 | 8,82,368,4 |
| Moyennes : • Temp. maxi et mini °C • Précipitation mm |            |             |             |             |              |              |            |             |             |           |            |

## Urbanisme

### Typologie
Au 1er janvier 2024, Saint-Pierre-en-Auge est catégorisée bourg rural, selon la nouvelle grille communale de densité à 7 niveaux définie par l'Insee en 2022.
Elle appartient à l'unité urbaine de Saint-Pierre-en-Auge, une unité urbaine monocommunale constituant une ville isolée,. La commune est en outre hors attraction des villes,.

## Toponymie
Le nom de la commune nouvelle fait référence à : 
- saint Pierre, premier évêque de Rome.
- le Pays d'Auge, où elle se trouve.

## Histoire
Le 1er janvier 2017, la commune de Vendeuvre se sépare de la communauté de communes des Trois Rivières pour rejoindre la celle du Pays de Falaise.
À la même date, les treize communes restantes (Boissey, Bretteville-sur-Dives, Hiéville, Mittois, Montviette, L'Oudon, Ouville-la-Bien-Tournée, Sainte-Marguerite-de-Viette, Saint-Georges-en-Auge, Saint-Pierre-sur-Dives, Thiéville, Vaudeloges et Vieux-Pont-en-Auge) fusionnent au sein de la commune nouvelle. Son chef-lieu est Saint-Pierre-sur-Dives, à la suite de l'arrêté préfectoral du 8 septembre 2016,.

## Politique et administration

### Rattachements administratifs et électoraux
La commune nouvelle  se trouve dans l'arrondissement de Lisieux du département su Calvados.
Pour les élections départementales, elle fait partie depuis 2014 du canton de Livarot-Pays-d'Auge
Pour l'élection des députés, elle fait partie de la troisième circonscription du Calvados.

### Intercommunalité
Saint-Pierre-en Auge, dont les communes fondatrices étaient auparavant membres de la communauté de communes des Trois Rivières, est membre depuis sa création de la communauté d'agglomération Lisieux Normandie, un établissement public de coopération intercommunale (EPCI) à fiscalité propre créé en 2017 par la fusion de plusieurs intercommunalités et auquel la commune a transféré un certain nombre de ses compétences, dans les conditions déterminées par le code général des collectivités territoriales.

### Tendances politiques et résultats
Lors du second tour des élections municipales de 2020 dans le Calvados, la liste DIV menée par le maire sortant Jacky Marie  obtient 1 634 voix (57,31 %, 45 conseillers municipaux élus dont 6 communautaires, devançant largement celle, également DIV, menée par  Sylviane Pralus — qui bénéficiait de la fusion de la liste du premier tour menée par Denis Dubois — qui a recueilli 1 217 voix (42,68 %, 12 conseillers municipaux élus dont 1 communautaire).
Lors de ce scrutin marqué par la pandémie de Covid-19 en France, 48,91 % des électeurs se sont abstenus,,. 
Lors du premier tour de l'élection présidentielle de 2022, les quatre premiers candidats ont été respectivement Marine Le Pen (34,91 % des suffrages exprimés), Emmanuel Macron (28,26 %, Jean-Luc Mélenchon (14,31 %) et Éric Zemmour (5,68 %). 
Au second tour, Marine Le Pen obtient 2 032 voix (52,42 %) et devance ainsi le président élu Emmanuel Macron, qui a recueilli 1 846 voix. Lors de ce scrutin, 28,35 % des électeurs se sont abstenus et 6,04 % des votants ont choisi un bulletin blanc ou nul.

### Administration municipale
De 2017 à 2020, le conseil municipal de la commune nouvelle était constitué des 76 conseillers municipaux des anciennes communes fusionnées. Pour la mandature 2020-2026, leur nombre est réduit à 57 conseillers.

### Liste des maires
| Période      | Période                         | Identité    | Étiquette | Qualité |
| ------------ | ------------------------------- | ----------- | --------- | --- |
| janvier 2017 | En cours (au 13 septembre 2022) | Jacky Marie | DVD       | Artisan retraité Maire délégué de Saint-Pierre-sur-Dives (2017 → ) Vice-président de la CA Lisieux Normandie (2017 → ) Ancien vice-président de la CC des Trois-Rivières (2008 → 2014) Réélu pour le mandat 2020-2026 |

### Liste des communes déléguées
| Nom                            | Code Insee | Intercommunalité      | Superficie (km2) | Population (dernière pop. légale) | Densité (hab./km2) |
| ------------------------------ | ---------- | --------------------- | ---------------- | --------------------------------- | ------------------ |
| Saint-Pierre-sur-Dives (siège) | 14654      | CC des Trois Rivières | 9,68             | 3 287 (2021)                      | 340                |
| Boissey                        | 14081      | CC des Trois Rivières | 5,28             | 201 (2021)                        | 38                 |
| Bretteville-sur-Dives          | 14099      | CC des Trois Rivières | 6,91             | 267 (2021)                        | 39                 |
| Hiéville                       | 14331      | CC des Trois Rivières | 4,77             | 314 (2021)                        | 66                 |
| Mittois                        | 14433      | CC des Trois Rivières | 7,38             | 128 (2021)                        | 17                 |
| Montviette                     | 14450      | CC des Trois Rivières | 6,62             | 201 (2021)                        | 30                 |
| L'Oudon                        | 14472      | CC des Trois Rivières | 54,84            | 1 511 (2021)                      | 28                 |
| Ouville-la-Bien-Tournée        | 14489      | CC des Trois Rivières | 7,67             | 246 (2021)                        | 32                 |
| Sainte-Marguerite-de-Viette    | 14616      | CC des Trois Rivières | 7,72             | 331 (2021)                        | 43                 |
| Saint-Georges-en-Auge          | 14580      | CC des Trois Rivières | 5,16             | 82 (2021)                         | 16                 |
| Thiéville                      | 14688      | CC des Trois Rivières | 3,94             | 263 (2021)                        | 67                 |
| Vaudeloges                     | 14729      | CC des Trois Rivières | 12,51            | 189 (2021)                        | 15                 |
| Vieux-Pont-en-Auge             | 14750      | CC des Trois Rivières | 12,49            | 268 (2021)                        | 21                 |

Au terme des élections municipales de 2020, les maires délégués des anciennes communes sont : Frédéric Russeau (Saint-Georges-en-Auge), Brigitte Madeline (Mittois), Didier Boudas (L'Oudon), Véronique Maymaud (Vaudeloges), François Buffet (Boissey), Sonia Butant (Montviette).

## Équipements et services publics
La commune s'est dotée en 2021 d'une maison France Service, située dans l'ancienne abbaye, et qui facilite l'accès numérique aux services publics.

### Enseignement
Les enfants de la commune sont scolarisés aux écoles :
- du Pot d'étain-Aristide Bisson (17 classes, 208 élèves en classes élémentaires, 132 élèves en classes maternelles en 2022/2023) ;
- Jean-Denis d'Ammeville  (53 élèves en classes élémentaires, et 34 en classes maternelles en 2022/2023) ;
- Sainte-Marguerite-de-Viette (4 classes, 55 élèves en classes élémentaires, 28 en classes maternelles en 2022/2023).

Ils poursuivent leurs études au collège Jacques-Prévert à Saint-Michel.
Le lycée agricole Le Robillard dispose d'un centre de formation d'apprentis,.

### Postes et télécommunications
Le bureau de poste de Saint-Pierre est réaménagé en 2019.

### Équipements culturels
Saint-Pierre-en-Auge dispose d'une médiathèque, d'un auditorium et du cinéma le Rexy.

### Équipements sportifs
La commune dispose d'un complexe sportif intercommunal à Saint-Pierre-sur-Dives, inauguré en 2015.
L'intercommunalité construit en 2023 un centre aquatique à Saint-Pierre-en-Auge, en remplacement de l'ancienne piscine communale.

### Santé
En 2015, les anciens locaux du collège Beauvalet, situés au cœur du bourg-centre, à proximité des bâtiments conventuels, face à l'Abbatiale, sont requalifiés afin d'accueillir un  pôle santé libéral et ambulatoire destiné à accueillir médecins généraliste, infirmières, dentistes et kinésithérapeutes.
Les nouveaux bâtiments de l'Ehpad Saint-Joseph, qui relève du centre hospitalier de Falaise, ont  été inaugurés en 2022. Il accueille 65 personnes âgées dépendantes, dont 14 en unité de vie protégée,. La commune accueille également l'Ehpad La Mesnie.
Le foyer médicalisé pour adultes handicapés L'Odysée se trouve également à Saint-Pierre. Ouvert en 1995, il accueille 33 résidents.

### Justice, sécurité, secours et défense
La gendarmerie de Saint-Pierre-en-Auge porte le nom de « Gendarmerie Colonel Arnaud Beltrame ».

## Population et société

### Démographie
La population des anciennes communes puis de la commune nouvelle est connue par les recensements menés régulièrement par l'Insee. Ces chiffres concernent le territoire de l'actuelle commune nouvelle.
En 2025, la commune nouvelle comptait 7 265 habitants.
| 1968  | 1975  | 1982  | 1990  | 1999  | 2008  | 2013  | 2019  |
| ----- | ----- | ----- | ----- | ----- | ----- | ----- | ----- |
| 7 970 | 8 167 | 8 267 | 7 791 | 7 785 | 7 830 | 7 863 | 7 329 |

### Manifestations culturelles et festivités
- La foire de printemps a lieu en mars. Sa tenue n'a pas été possible en 2021 et 2022 en raison de la crise sanitaire de la pandémie de Covid-19.
- La 14e édition du festival Cinéma et Ruralité a  eu lieu en mars 2022 au cinéma Le Rexy[89].

- La 10e fête de la moto à Saint-Pierre-sur-Dives s'est tenue en août 2022[90].

- En octobre 2022 a lieu au Billot la deuxième fête de la pomme, avec notamment un marché du terroir[91].

Le marché de Noël a lieu dans la halle médiévale et des hallettes de Saint-Pierre-sur-Dives.

### Sports et loisirs
L'Union Sportive pétruvienne est le club sportif de la commune.

## Économie
Le marché du lundi matin de Saint-Pierre-sur-Dives est considéré comme l'un des plus beaux marchés de France.
La fromagerie du moulin de Carel produit depuis 1951 des camenbert, primés pour la première fois d'une médaille d'or dès 1962. Sa production est désormais d'environ 6 000 fromages par an.

## Culture locale et patrimoine

### Lieux et monuments

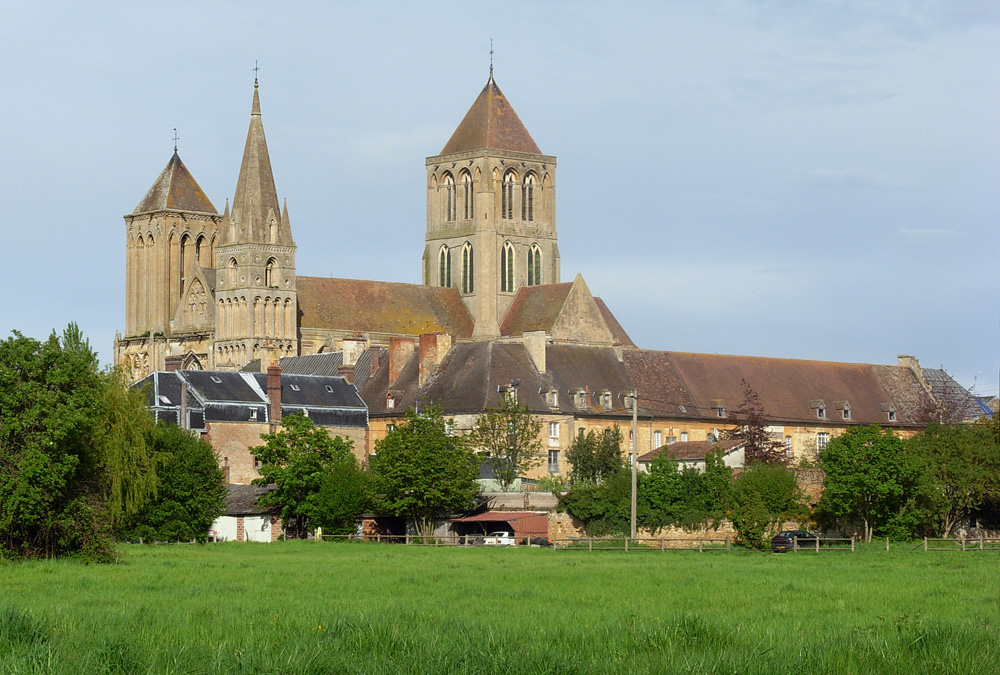
La silhouette de l'abbaye de Saint-Pierre-sur-Dives surplombe le bourg

Saint-Pierre-sur-Auge compte de nombreux patrimoniaux dont l'un des plus importants est l'abbaye de Saint-Pierre-sur-Dives, mais sans négliger par exemple :
- Boissey
  - L'église Saint-Julien, abritant un ensemble maitre-autel-retable-tabernacle-tableau-porte-peintures du XVIIIe siècle classé à titre d'objet aux Monuments historiques[96].
  - Le manoir de Boissey (XVIe siècle) dont le corps de logis s'ouvre sur un jardin à la française autour duquel s'organise un ensemble de communs, cidrerie, lavoir, écuries en colombages aux soubassements de pierre[97], est représentatif de l'architecture à pans de bois du pays d'Auge[98] et de son évolution sur une période de cinq siècles réunis dans un même lieu.

Le manoir de Boissey
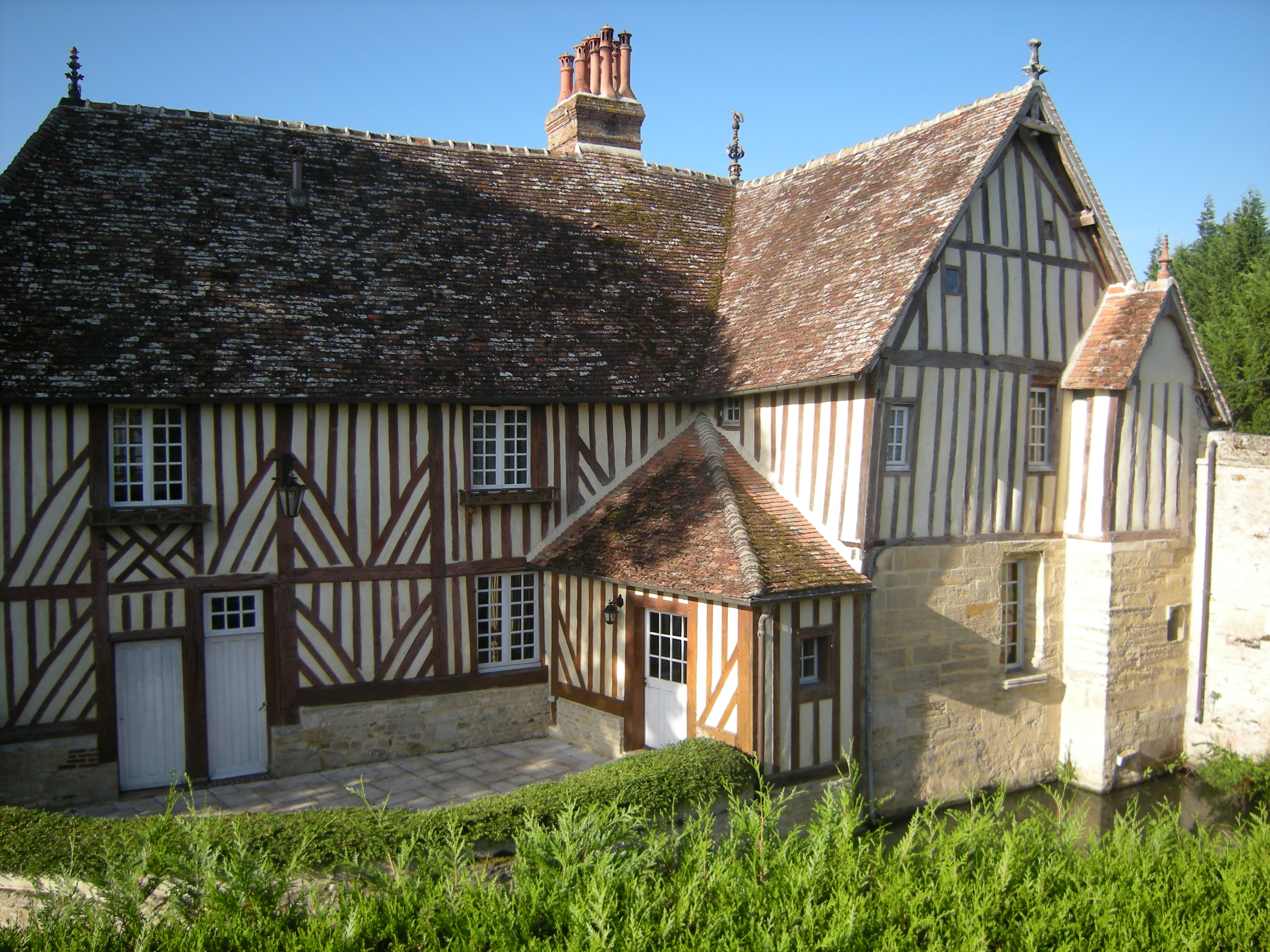
Façade sur douves en eaux vives.
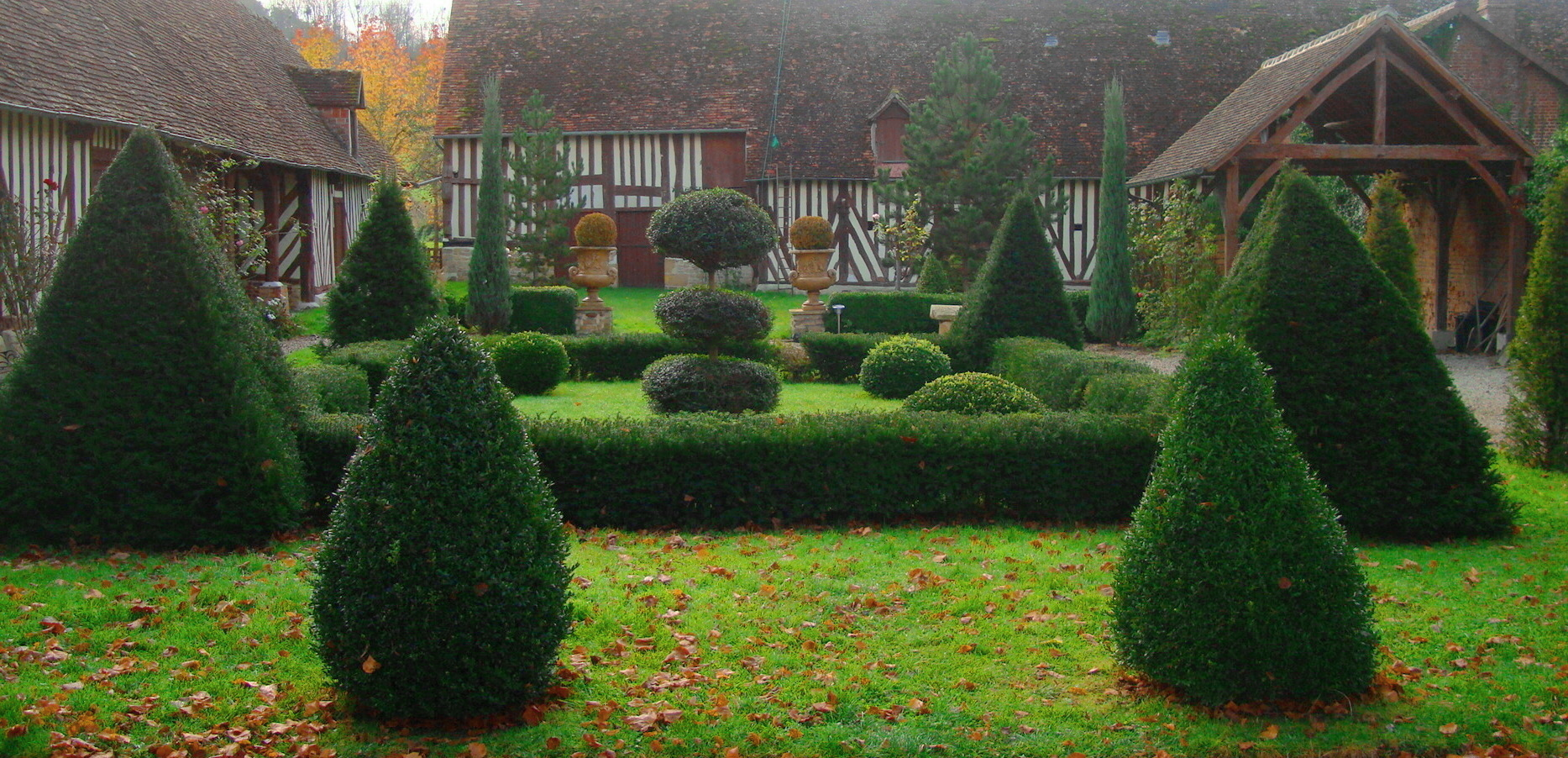
Jardin à la française.

- Bretteville-sur-Dives
  - Le château de Bretteville (privé).
- Hiéville
  - Église Saint-Pierre, des XIVe et XVIIe siècles.
  - Château du XIXe siècle.
- Mittois :
  - Église Saint-Martin.

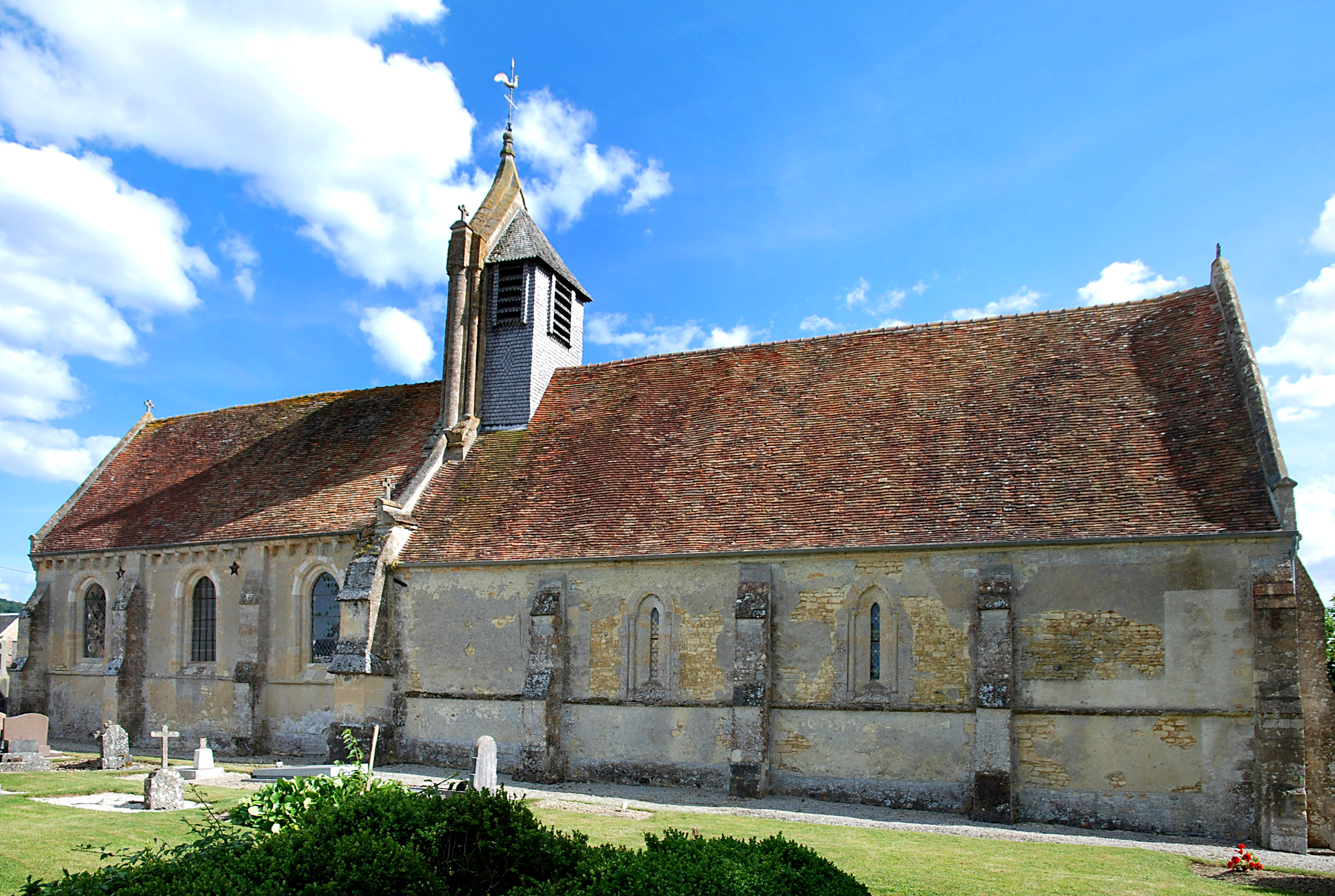
L'église Saint-Gervais-et-Saint-Protais.
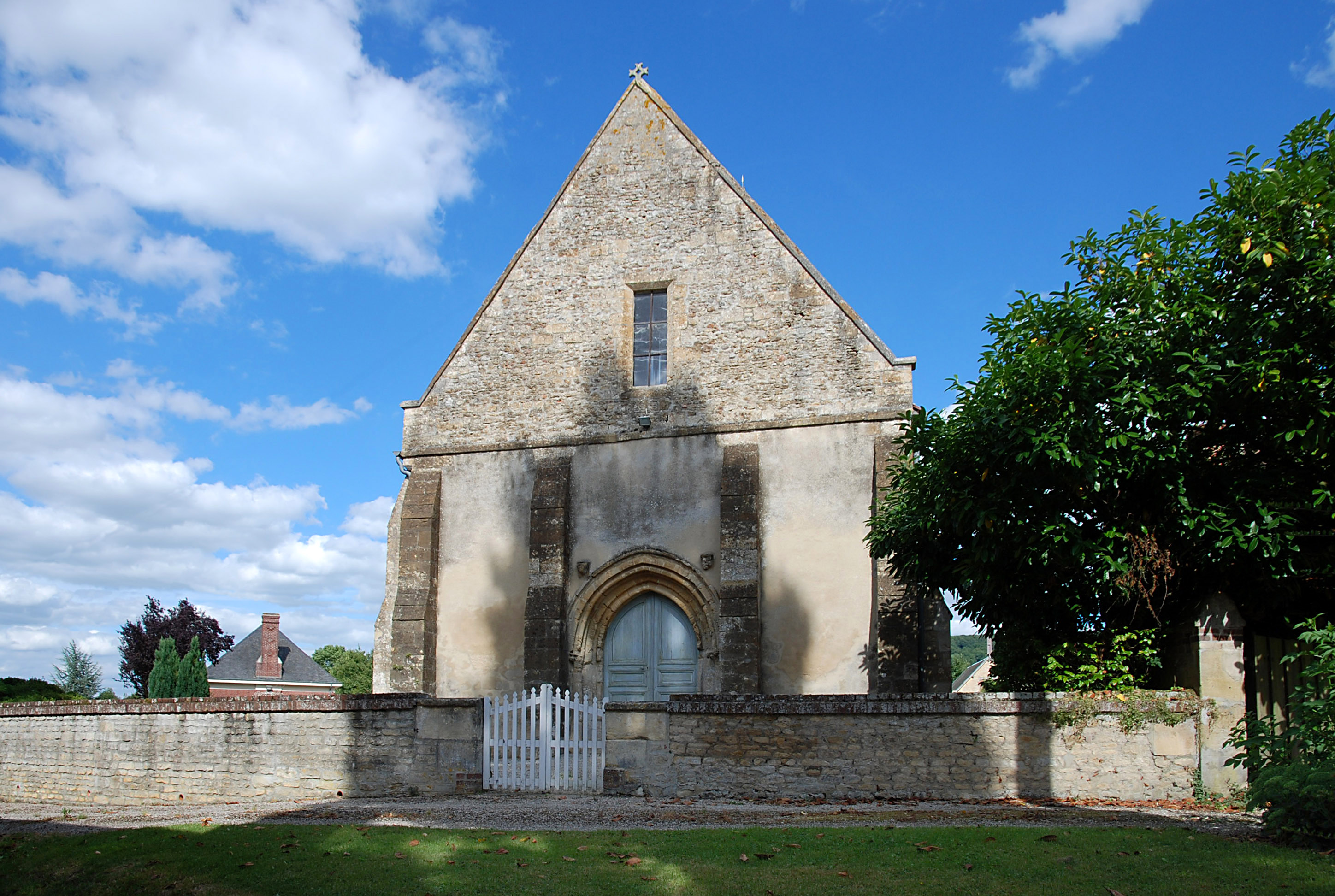
L'église Saint-Gervais-et-Saint-Protais.

- Montviette
  - Église Notre-Dame dans le bourg.
  - Ruines de l'église Saint-Pierre de La Gravelle. En 2020, il ne reste que les murs ; le portail occidental de plein cintre est encore debout.

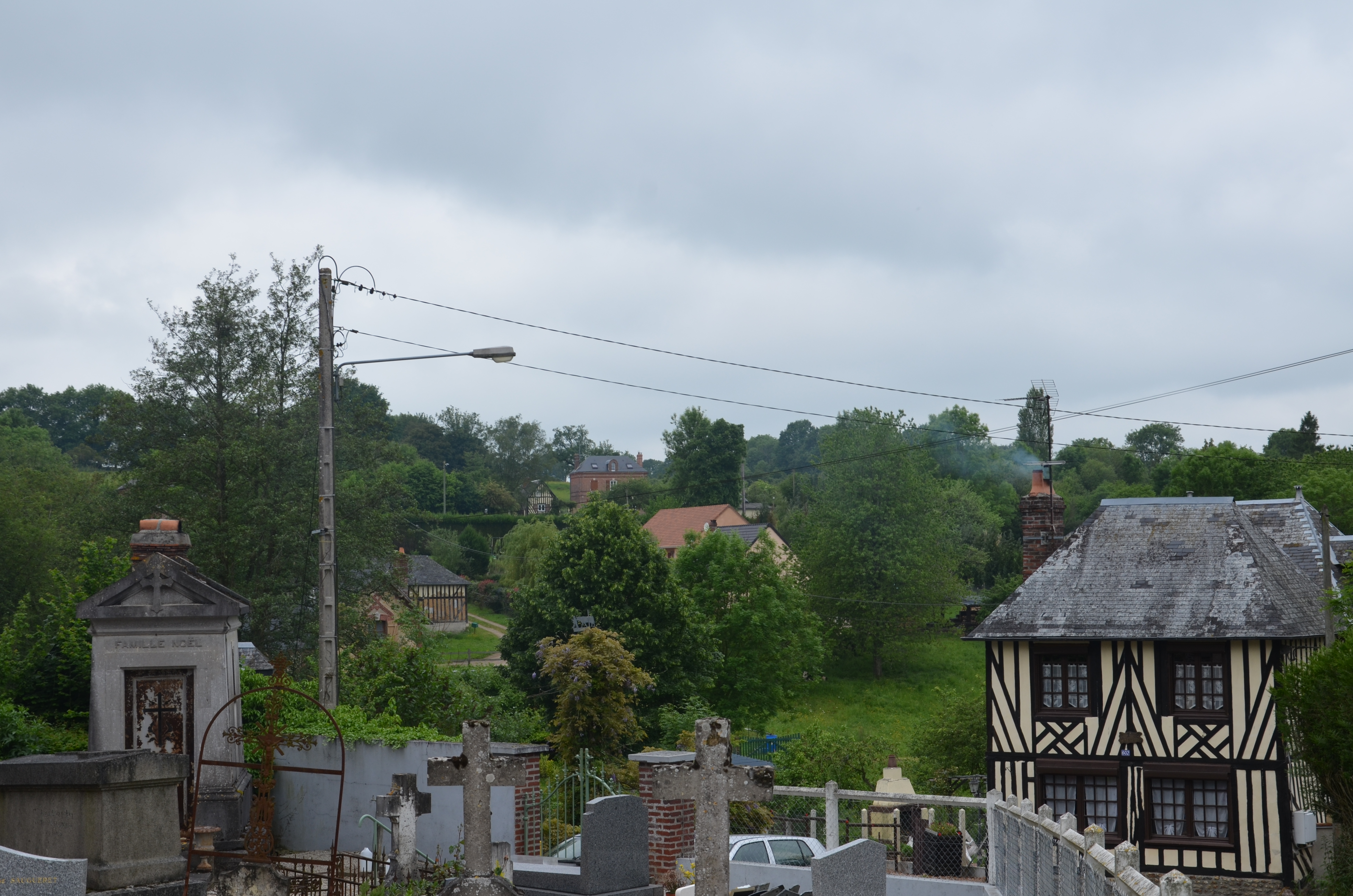
Le bourg, vu depuis le cimetière.
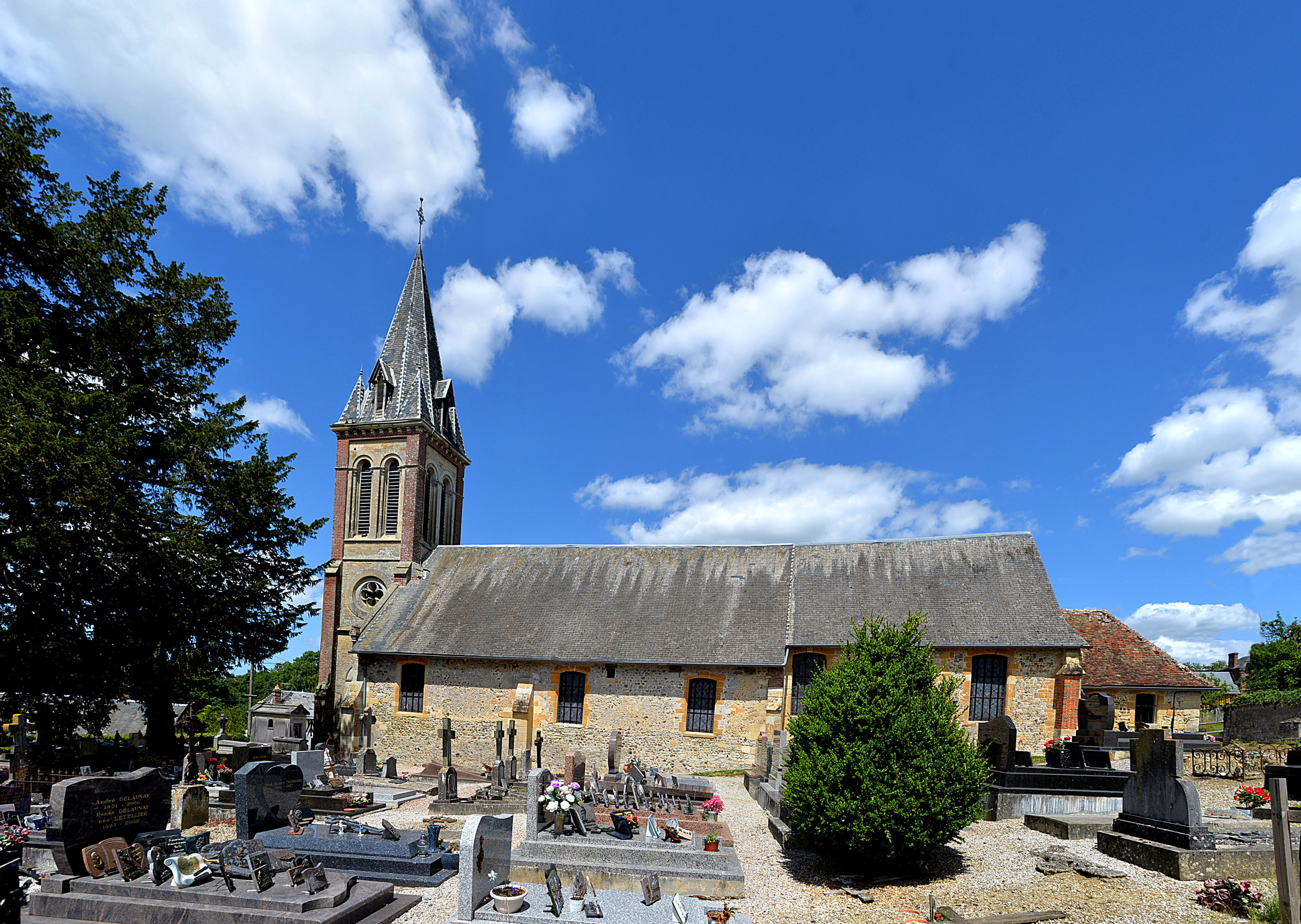
L'église Notre-Dame.
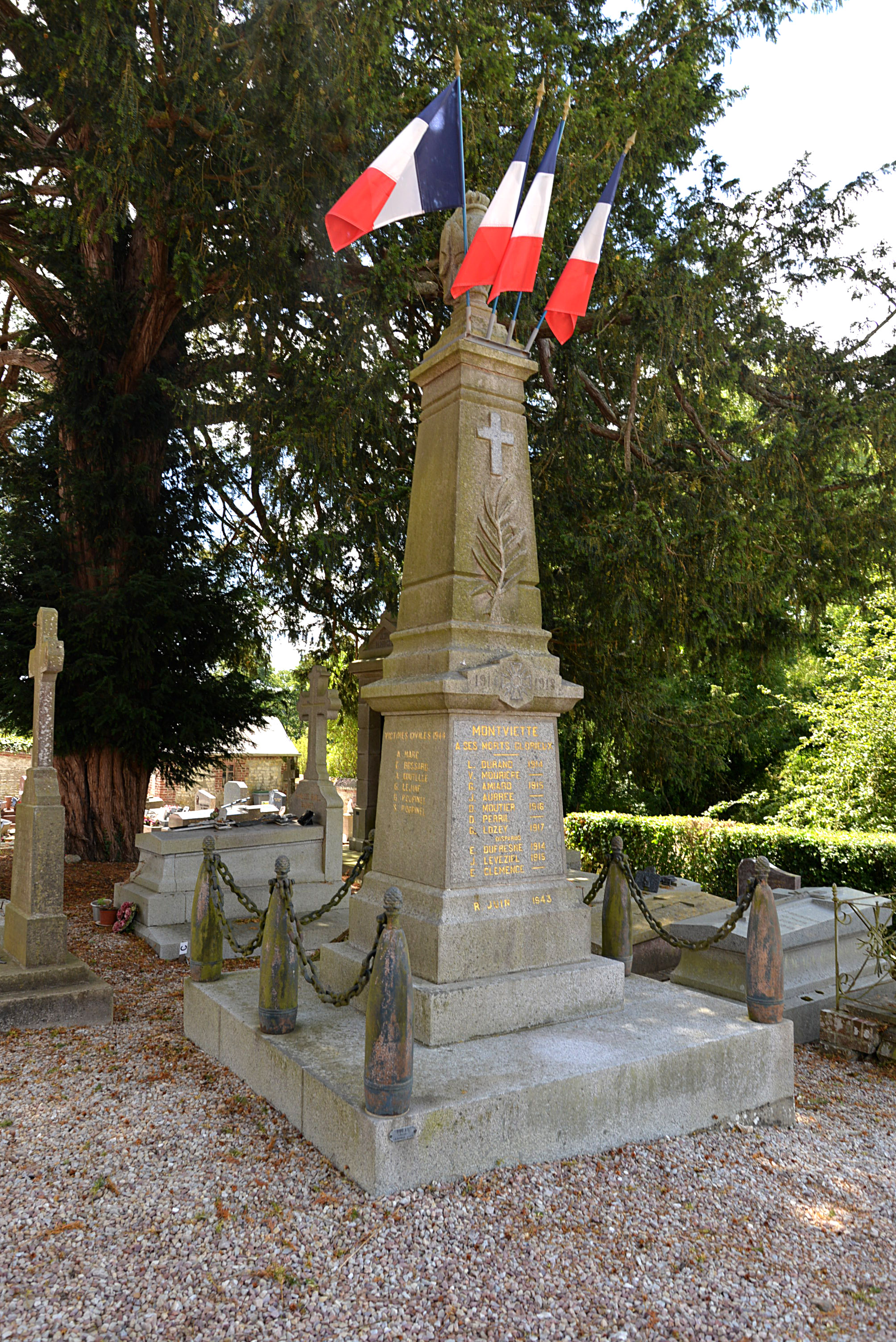
Monument aux morts.

- L'Oudon :
L'Oudon a été constitué en 1971 par la fusion  de dix anciennes communes (Ammeville, Berville, Écots , Notre-Dame-de-Fresnay, Garnetot , Grandmesnil, Lieury, Montpinçon, Saint-Martin-de-Fresnay et Tôtes, ce qui explique le nombre d'églises qui s'y trouvent.
  - Église Saint-Paterne de Lieury ;
  - Manoir d'Houlbec ;
  - Manoir de la Roque ;
  - Manoir des Hommes.
  - Le site naturel du Billot, un parc de 7 hectares jouissant d'un panorama exceptionnel, avec des jeux pour enfants, une halle-abri, un verger cidricole, un paddock pour chevaux, des terrains de pétanque et de volley-ball[99].

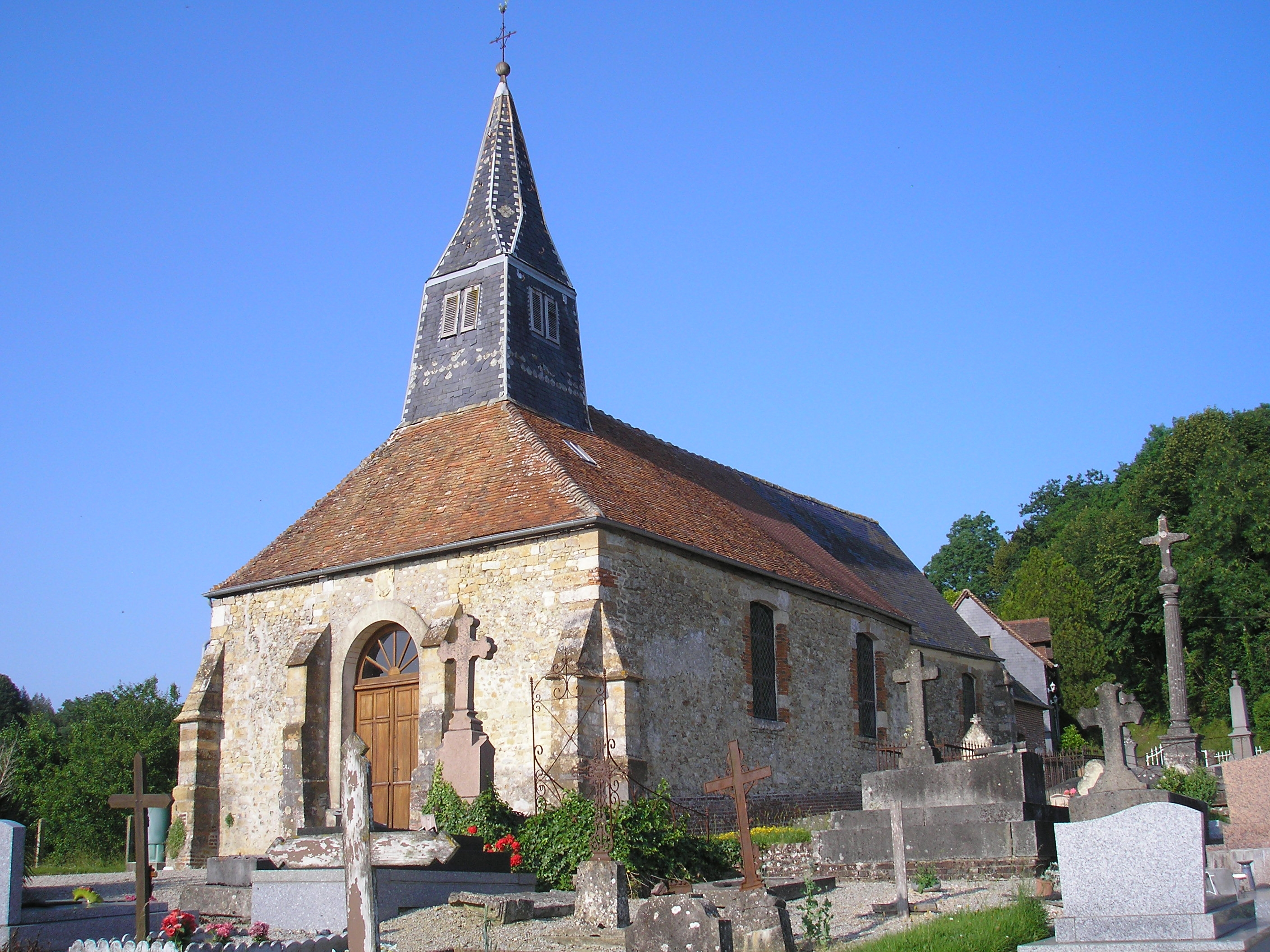
L'église Sainte-Croix de Montpinçon
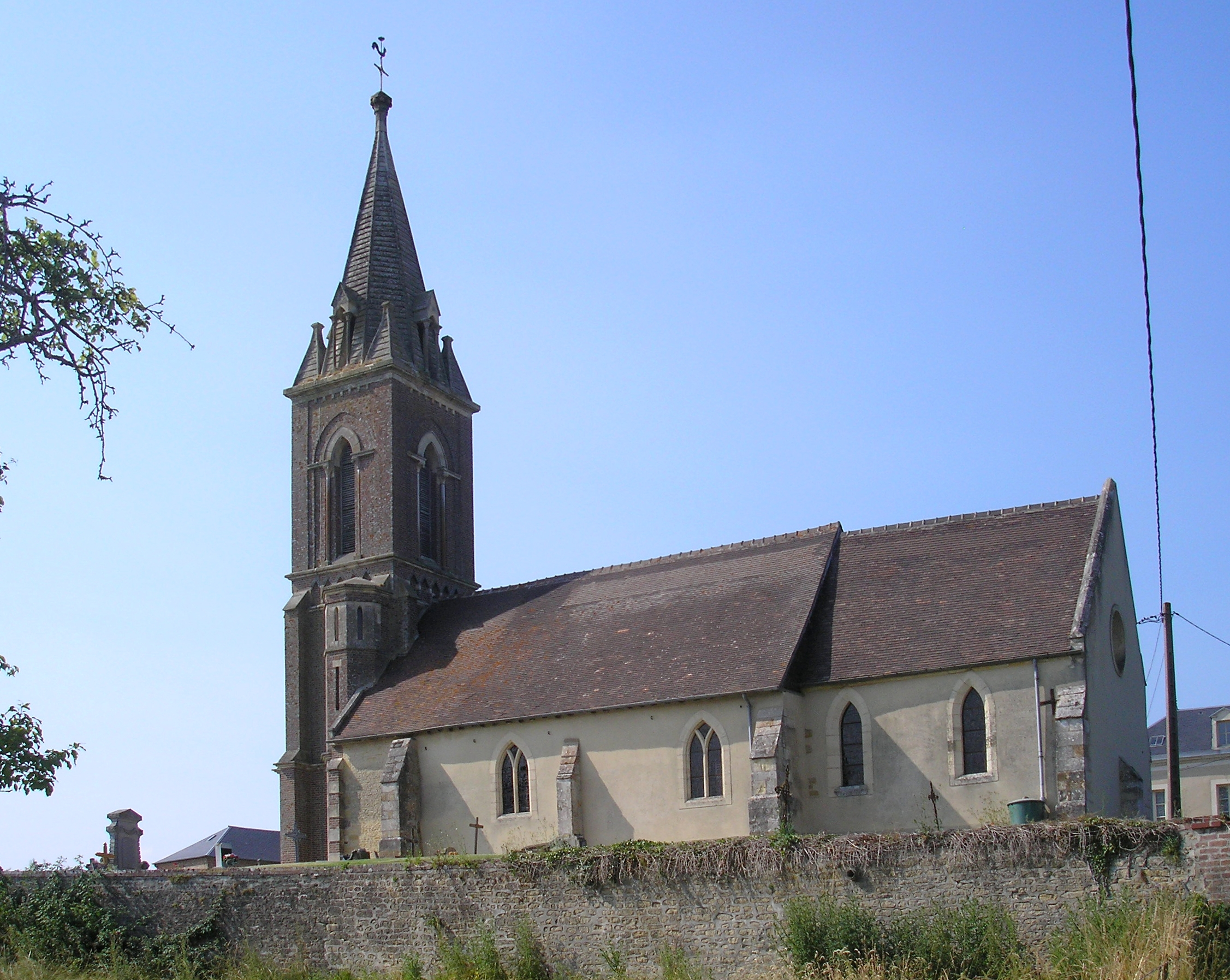
L'église Sainte-Honorine d'Ammeville
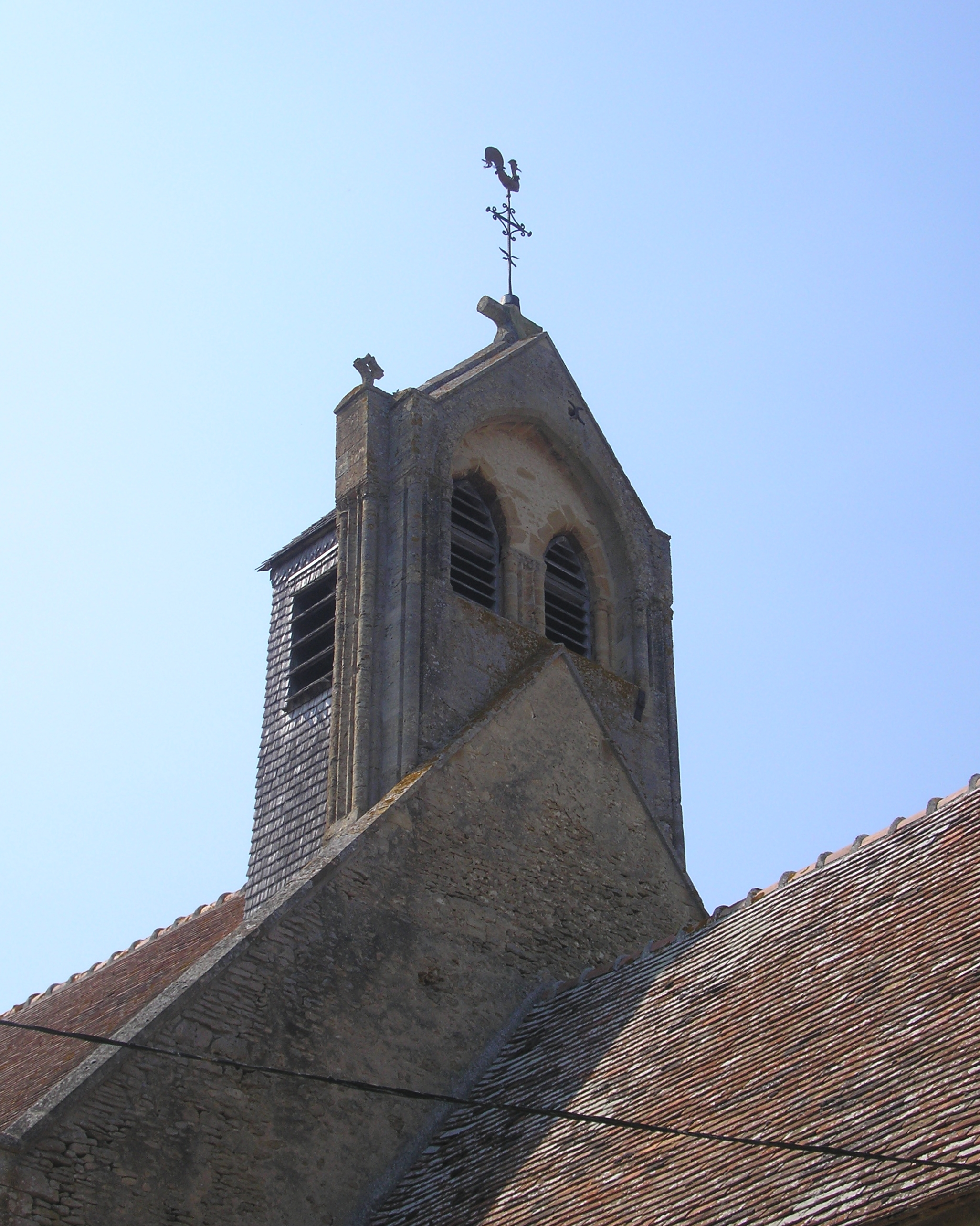
Le campenard de l'église Saint-Paterne de Lieury
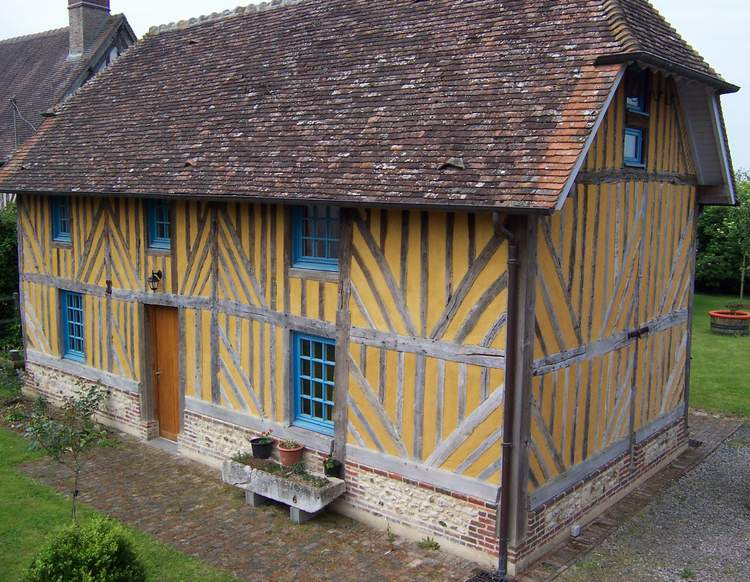
Maison normande à L'Oudon.

- Ouville-la-Bien-Tournée :

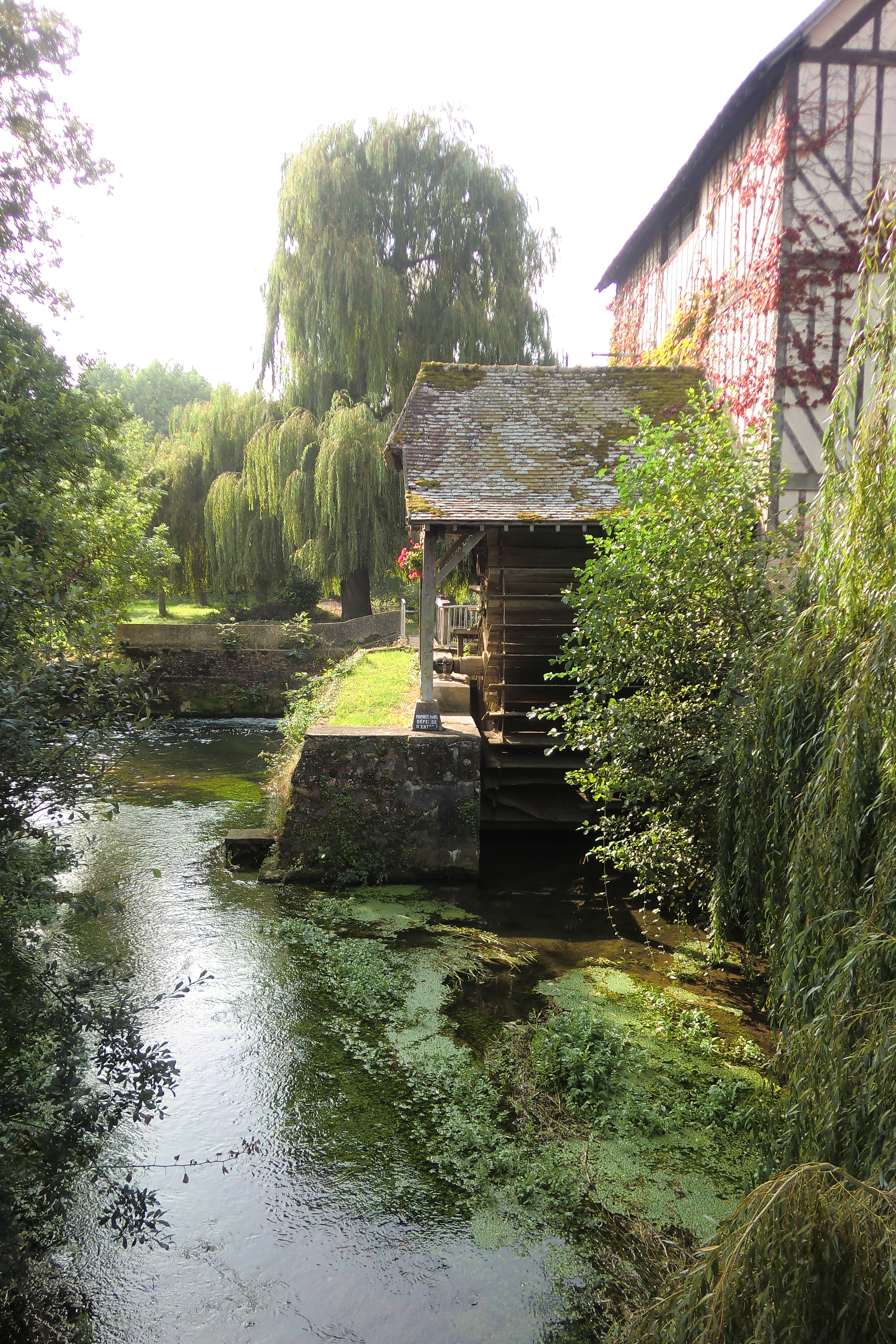
Moulin à aubes sur la Dives à Ouville-la-Bien-Tournée

  - Le moulin sur la Dives, ayant appartenu à la famille Lepetit (fromages), a cessé son activité en 1971[100]. Ce moulin est sur deux niveaux et sa roue à aubes est de taille. La Dives se divise à cet endroit en plusieurs branches pour alimenter un déversoir et les vannes de dérivation.
  - La ferme de la Croix du XIIIe siècle.
  - L'église Notre-Dame des XIIe et XIIIe siècles, classée monument historique[101].  La toiture du clocher est faite de 43.000 lamelles de châtaignier.

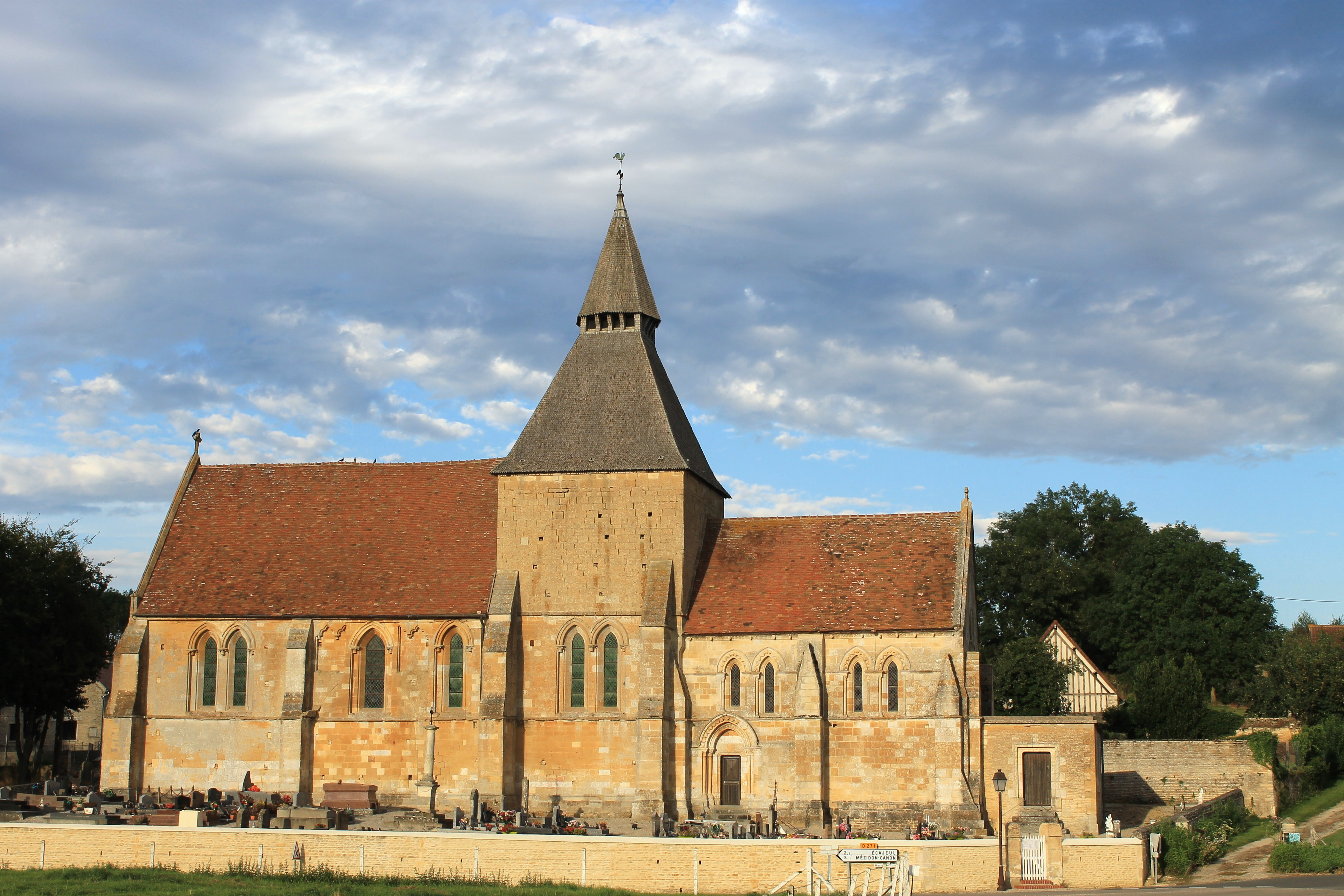
L'église Notre-Dame d'Ouville-la-Bien-Tournée (Calvados).

- Saint-Pierre-sur-Dives :
  - Abbaye de Saint-Pierre-sur-Dives, dont les bâtiments conventuels, acquis par la commune, sont restaurés au début des années 2020 pour accueillir notamment l'office de tourisme, la médiathèque et le cinéma vers 2023-2024[102] ;

- - Château de Carel, construit au XVIIIe siècle  en pierre de taille, et de moellons garnis d'un enduit sur une île bordée par la Dives et  par les larges douves de l'édifice précédent. Le château de style Louis XIV  est propriété depuis 1880 de la famille Bertail[95]  ;
  - L'église Saint-Sulpice de Carel, du XVIIIe siècle, fermée au public[95].
  - Cour l'Élu ;
  - Halles, l'une des plus grandes de France avec ses 70 m. de longueur sur 20 de large, construite à l'initiative des moines de l'abbaye du XIe au XVIe siècle ;
  - Les roues, vestiges des deux anciens moulins à tan édifiés, l'un à la fin du XVIIIe siècle, l'autre au XIXe siècle sur le canal de la Dives, ont été restaurées et mises en valeur en 2020[103],[104]
  - Maison, 39 route de Falaise ;
  - Cour l'Élu (annexe à pans de bois) ;
  - Manoir de Thomas Dunot.

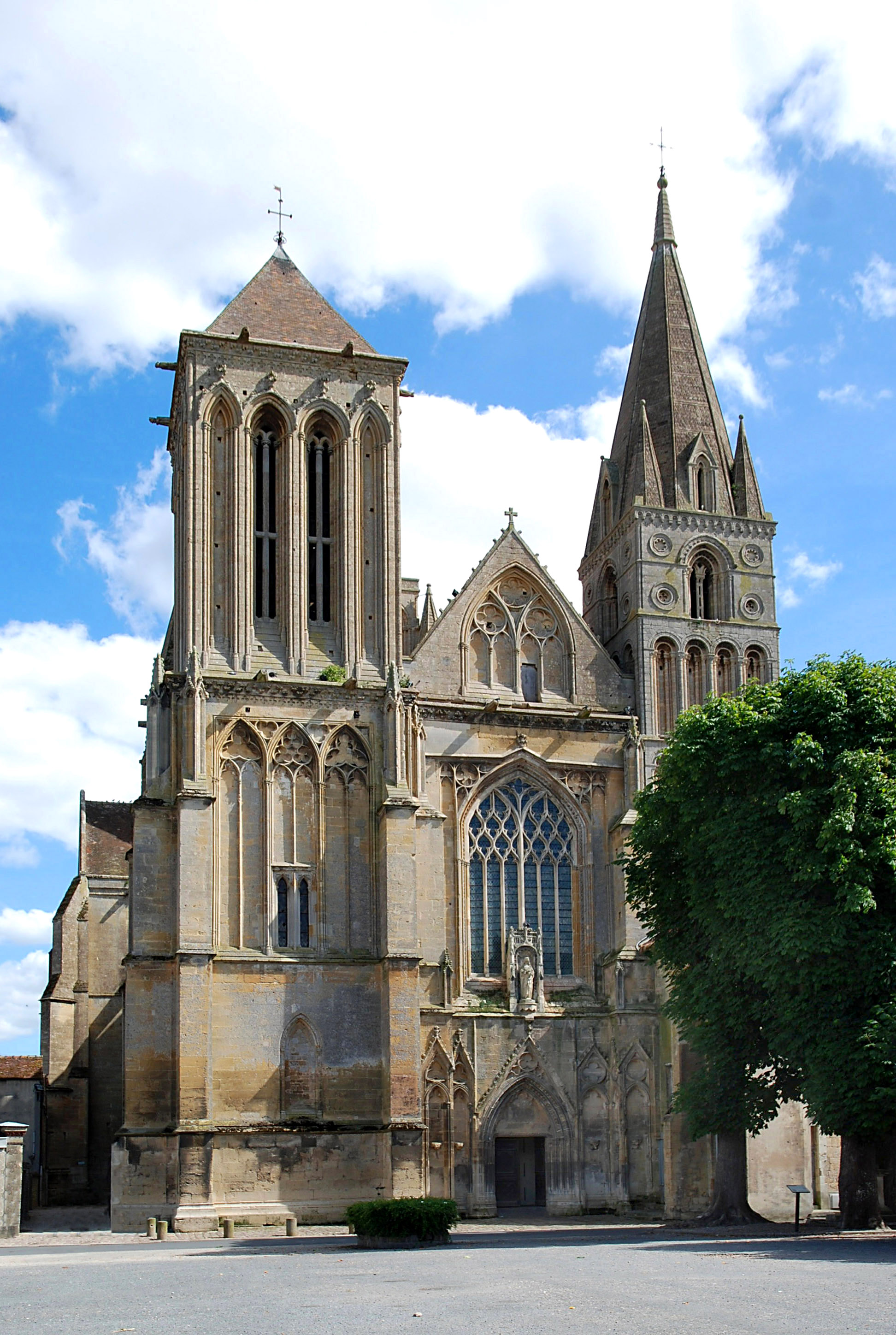
L'église abbatiale Saint-Pierre.
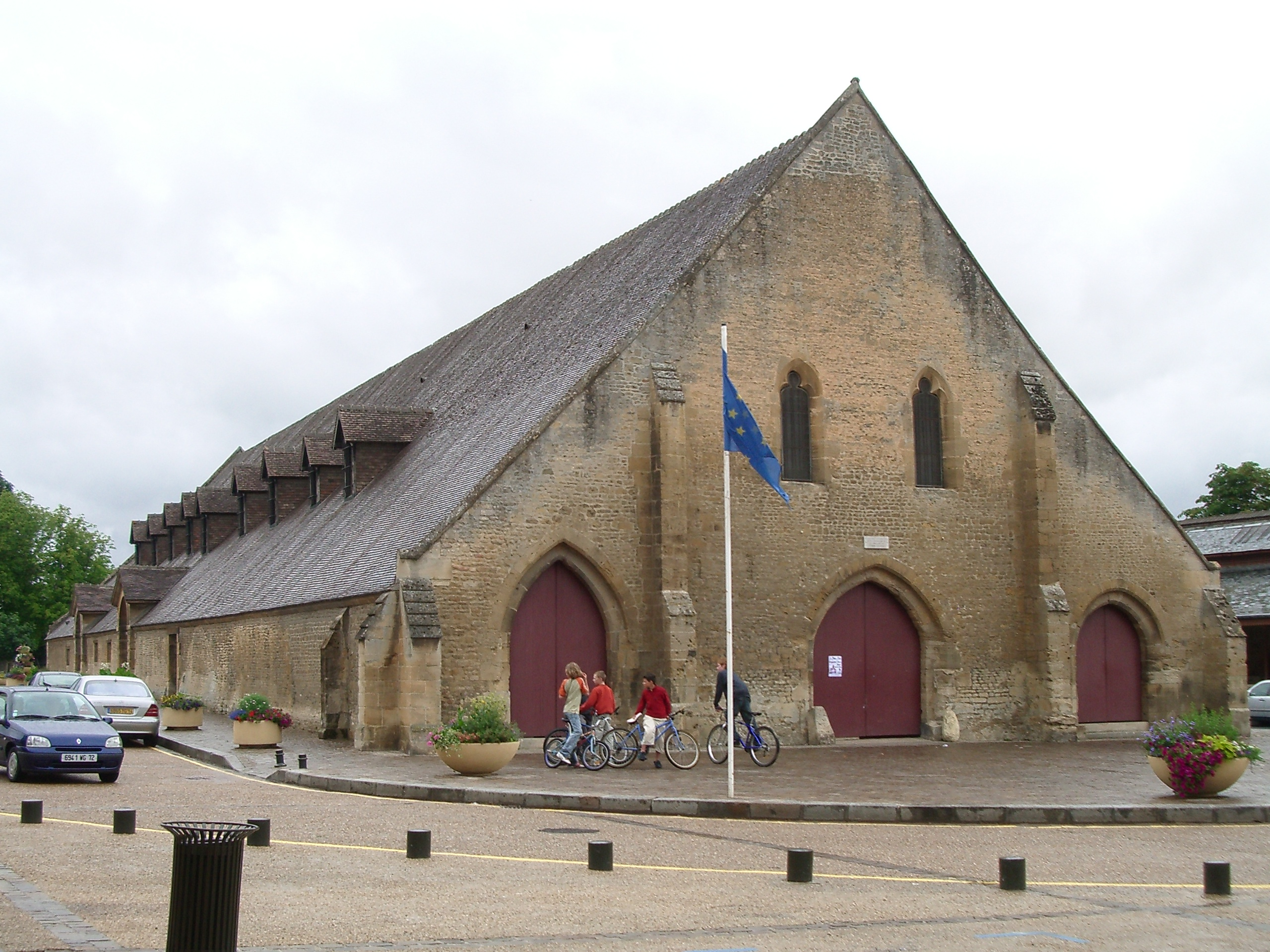
Les halles du XVe siècle.
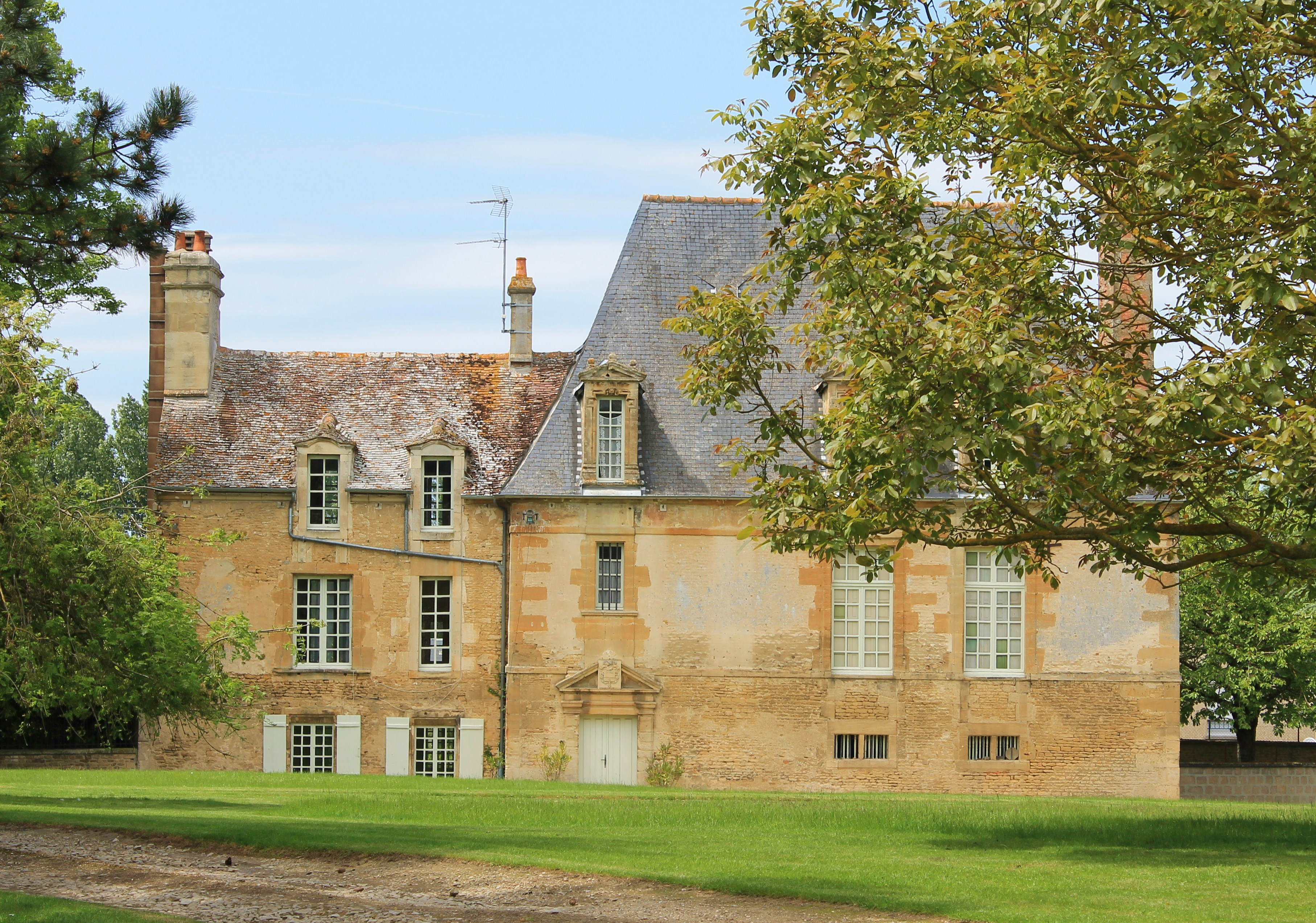
Le manoir de Thomas Dunot.
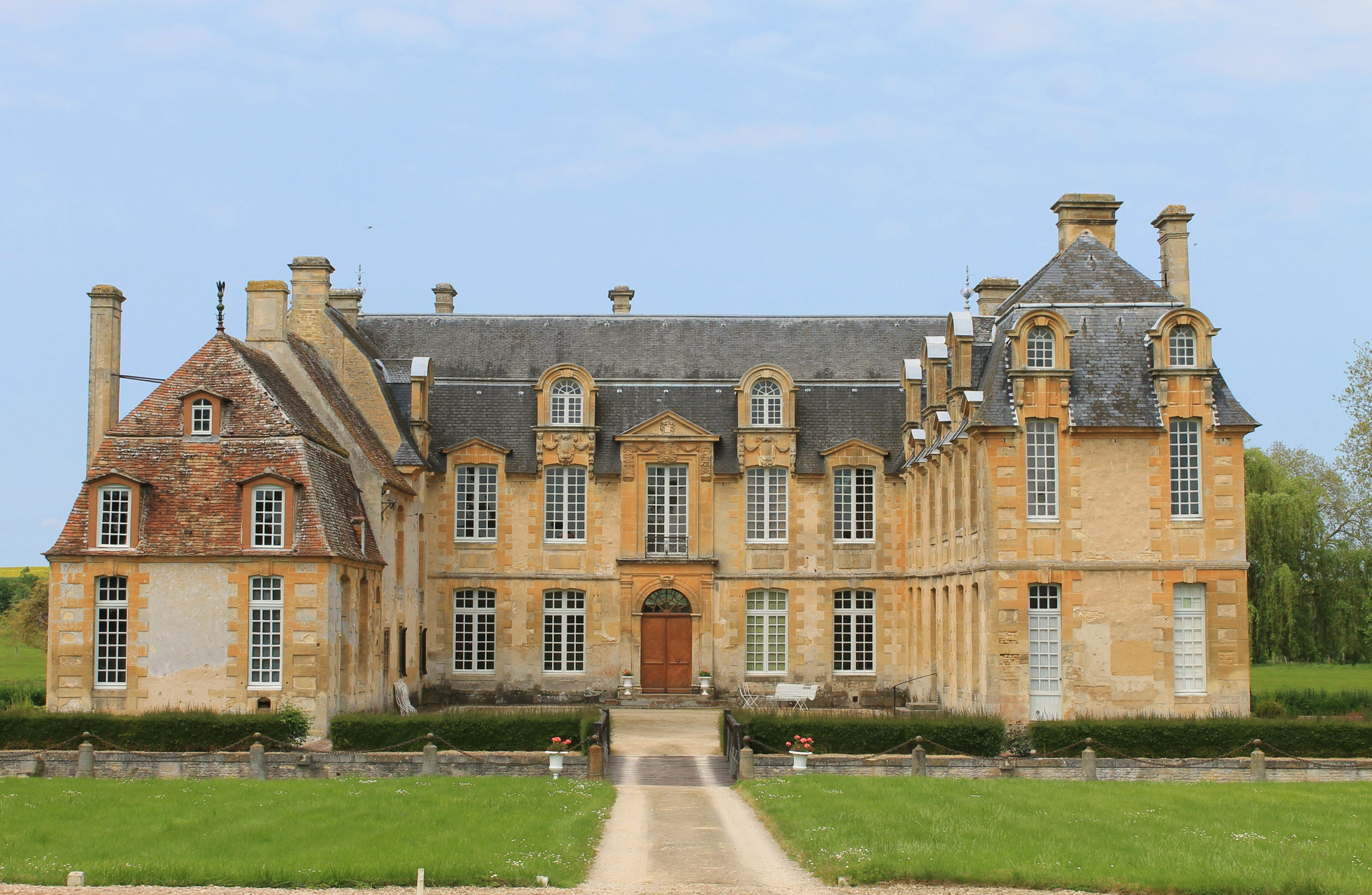
Le château de Carel.
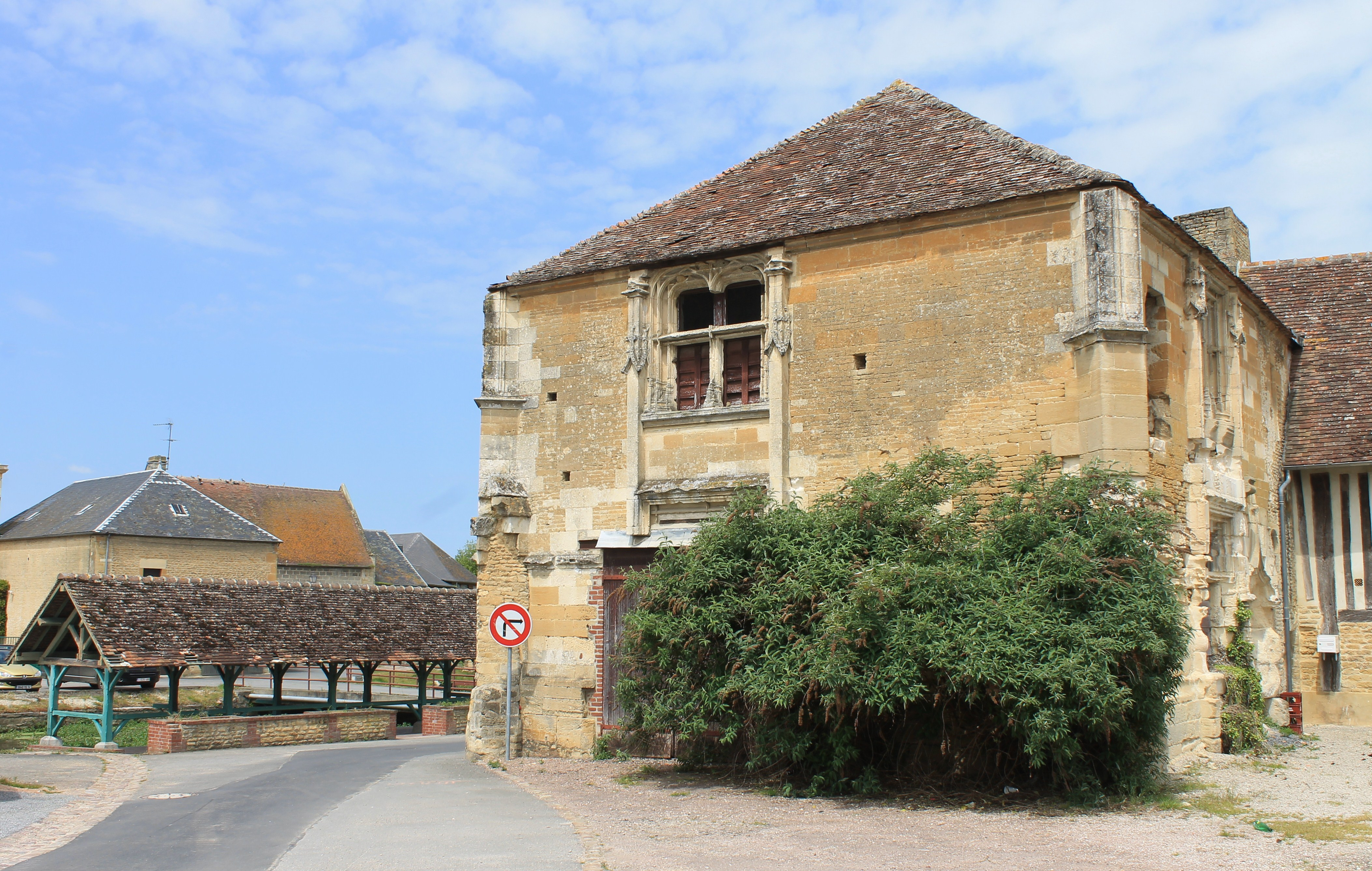
Le manoir de la Cour l'Élu.
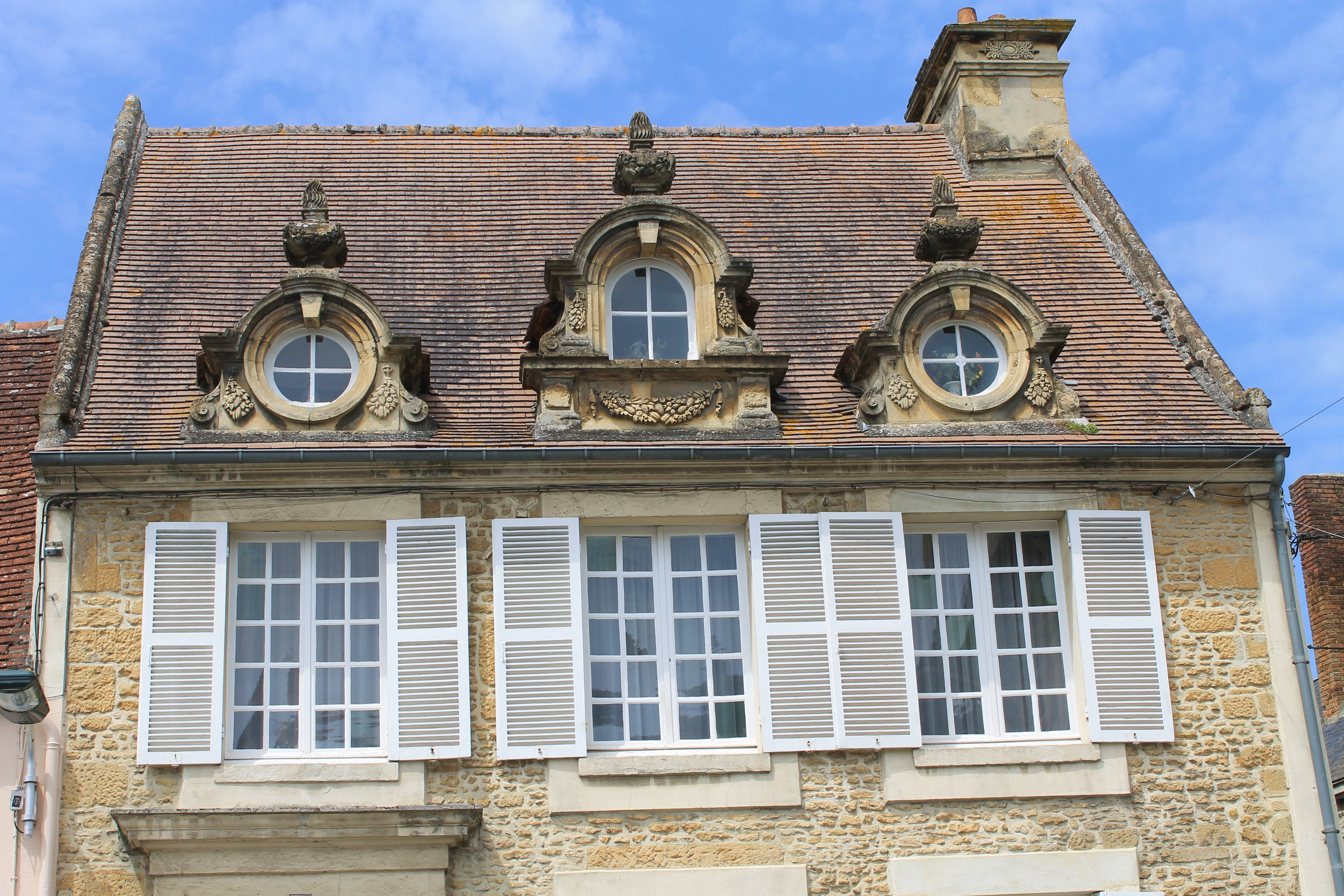
Maison du XVIIIe.
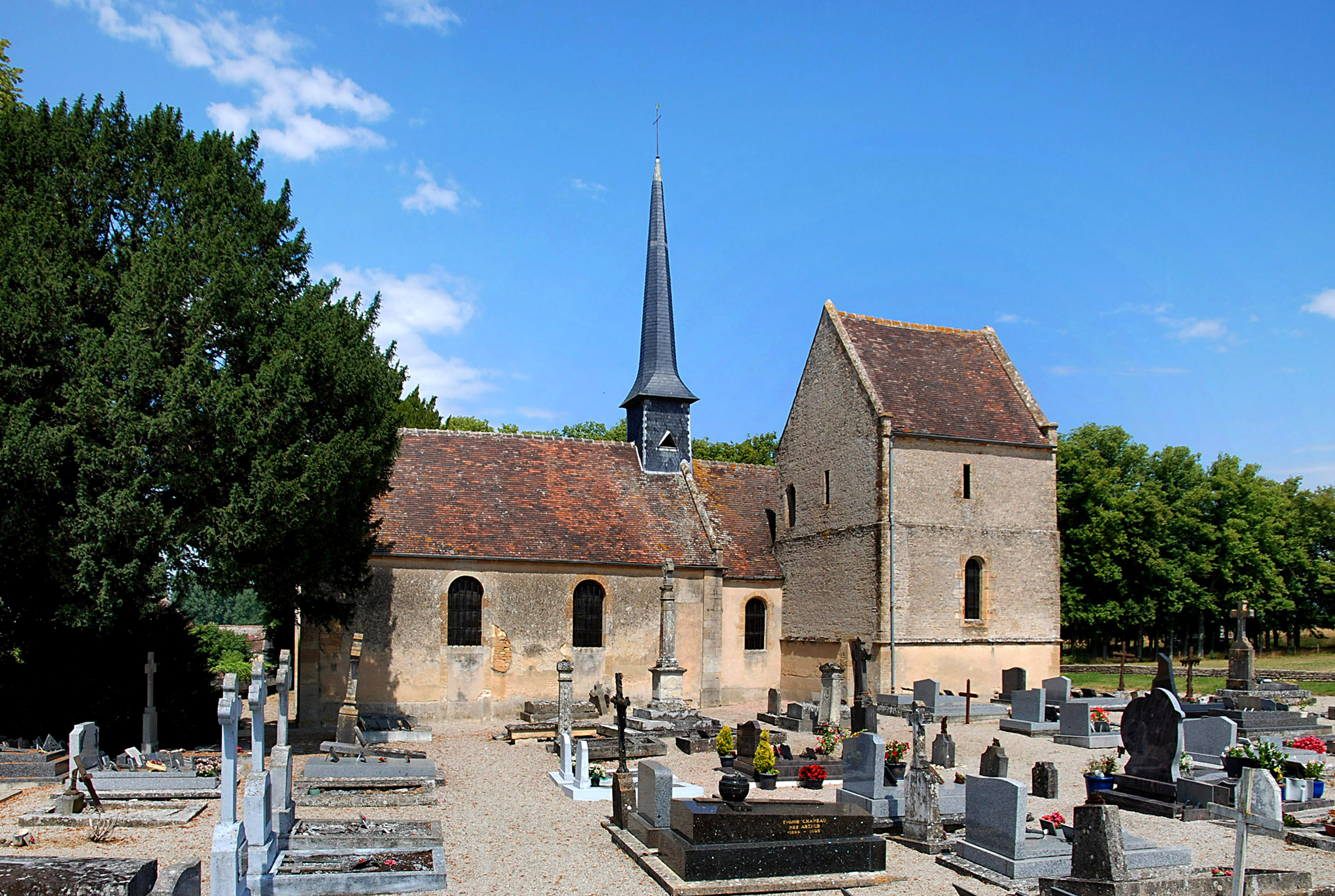
La chapelle Saint-Sulpice de Carel.

- Sainte-Marguerite-de-Viette
  - Église Sainte-Marguerite (XIIIe siècle).
  - Monument aux morts en pierre et bronze (1920).
- Saint-Georges-en-Auge
  - Motte castrale
  - Église saint Firmin de Saint-Georges-en-Auge, comprenant quelques parties médiévales (XIIIe siècle), et très remaniée au XVIIIe siècle. 
À l'entrée de la nef se trouvent l'ancien autel et les fonts baptismaux de l'ancienne église paroissiale du Tilleul. Des stalles ont été installées dans le chœur. On peut noter une sacristie en colombages, deux statues polychromes du XVIIe siècle (saint Louis et saint Jacques) qui font partie depuis 2011 de l'inventaire des objets mobiliers du Calvados en tant que monuments historiques[105], ainsi qu'un retable du début du XIXe siècle. Sur le maître-autel se trouve un médaillon représentant saint Georges combattant le dragon (voir plus haut l'illustration correspondante).
  - Nombreuses maisons à pans de bois avec solin en silex ou en plaquettes calcaires, et toitures en tuiles, généralement du XVIIIe siècle.
  - Le château du Tilleul, grande maison bourgeoise en briques de la fin du XVIIIe siècle, construite plus ou moins à l'emplacement de l'ancien château, siège du fief d'Onfroy du Tilleul au XIe siècle

L'église Saint-Firmin
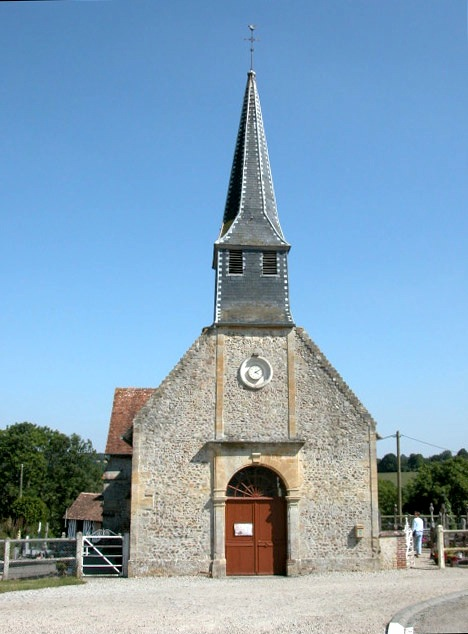
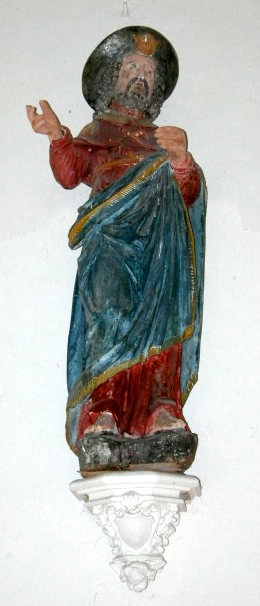
Saint Jacques.
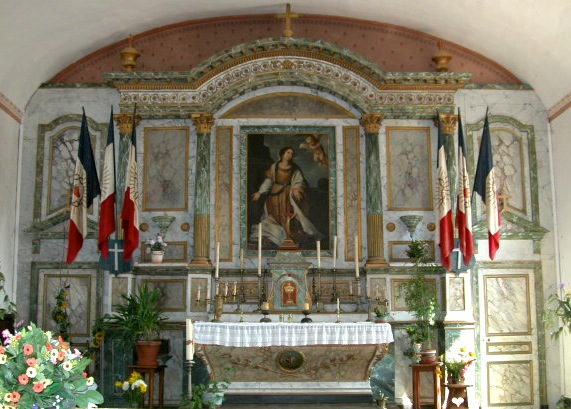
Retable (début XIXe siècle).
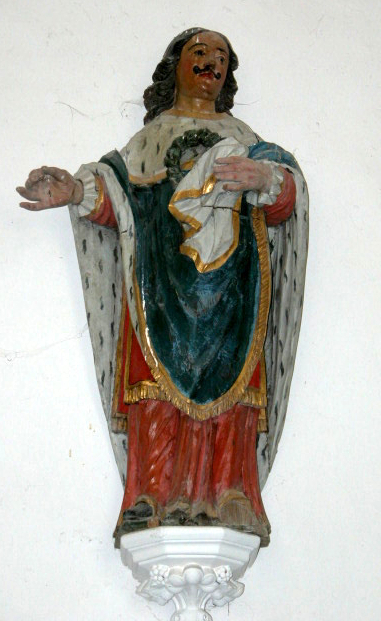
Saint Louis.
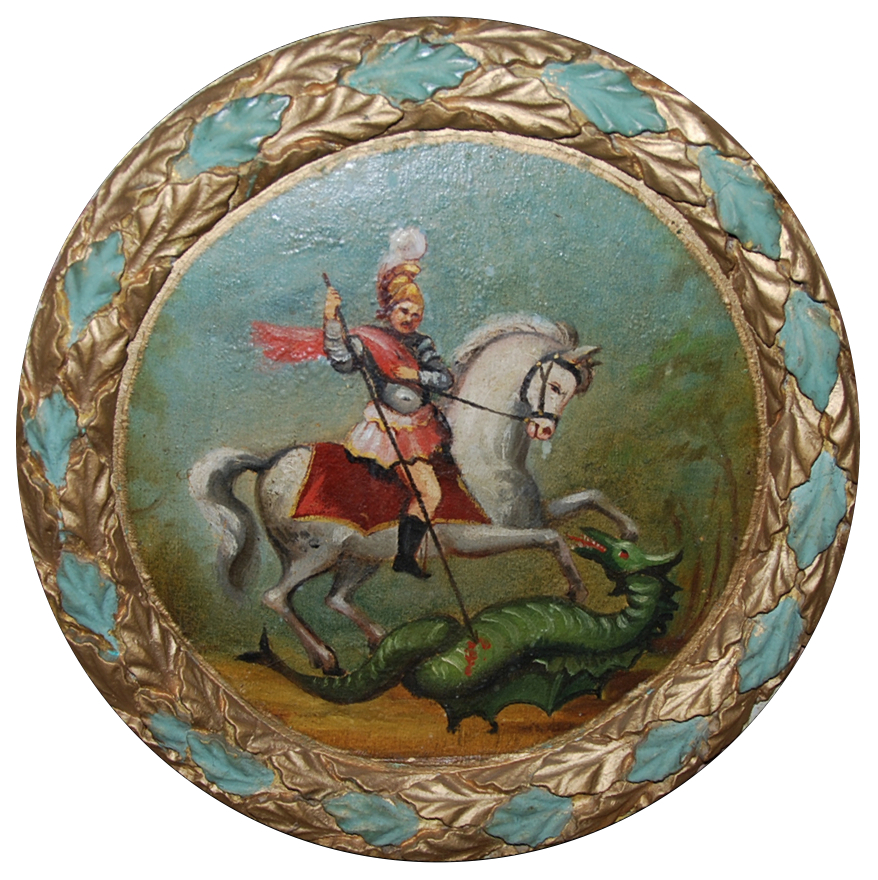
Saint Georges et le dragon.

- Thiéville :
  - Manoir de Thiéville ;
  - Église Saint-Martin.
- Vaudeloges

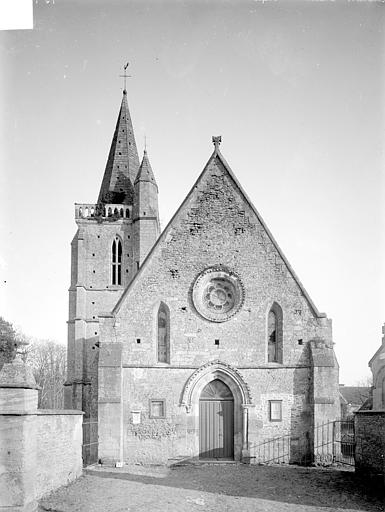
L'église Saint-Martin de Thiéville en 1919.

  - Église Notre-Dame de Vaudeloges du XVIe siècle.
  - Église Notre-Dame d'Abbeville du XIIIe siècle.
  - Église Saint-Leu de Réveillon, en grande partie médiévale.

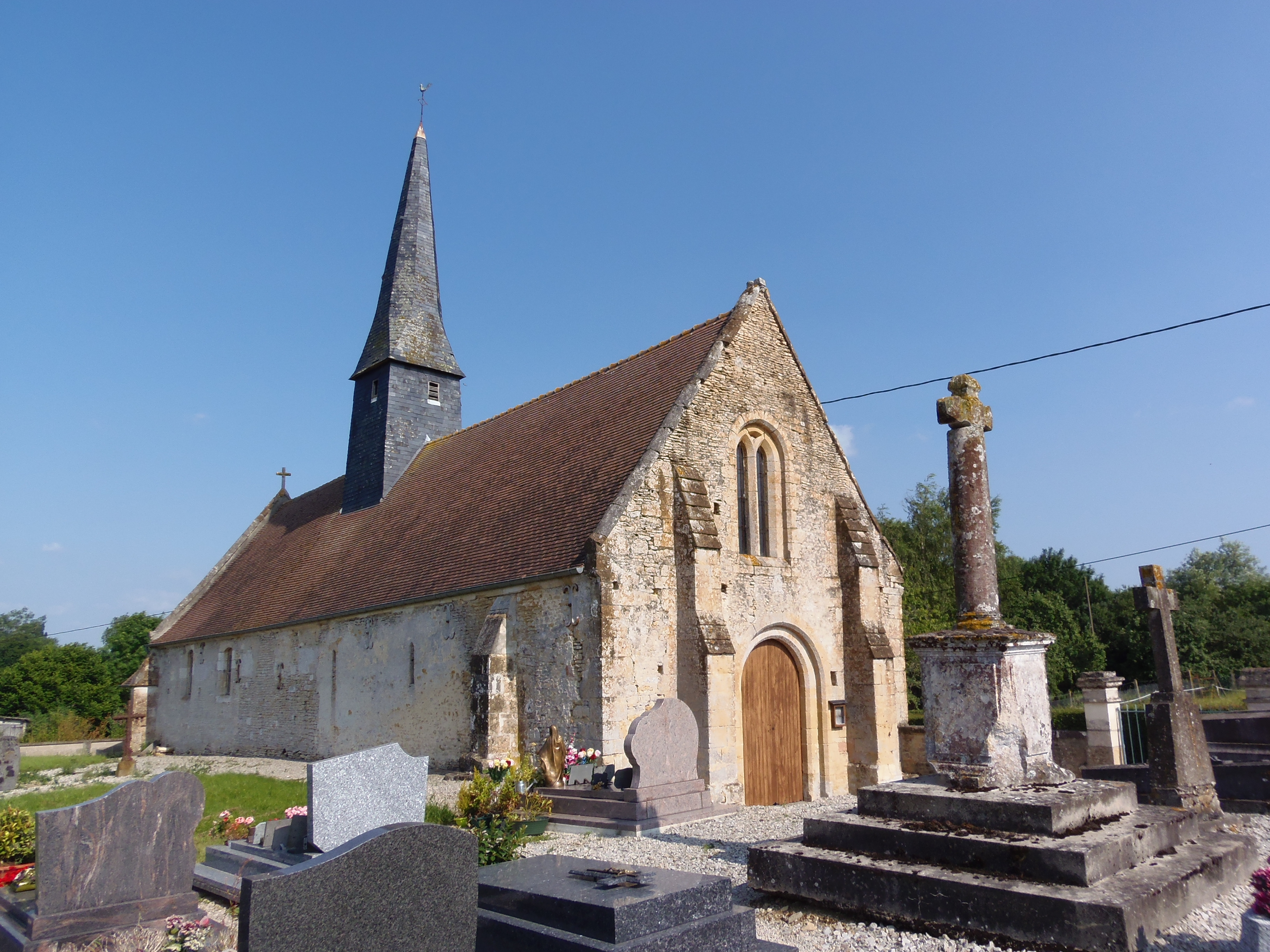
L'église de Réveillon.

- Vieux-Pont-en-Auge :
  - L'église Saint-Aubin du XIe siècle[106] ou du  XIIe siècle[107]  fait l'objet d'un classement au titre des Monuments historiques depuis 1862[107]. 
Elle présente un exemple de maçonnerie en petit appareil avec chaînes de briques en usage sous la domination romaine[106].
  - Le manoir du Lieu-Rocher (XVIIe siècle), inscrit aux Monuments historiques en 2004[108].

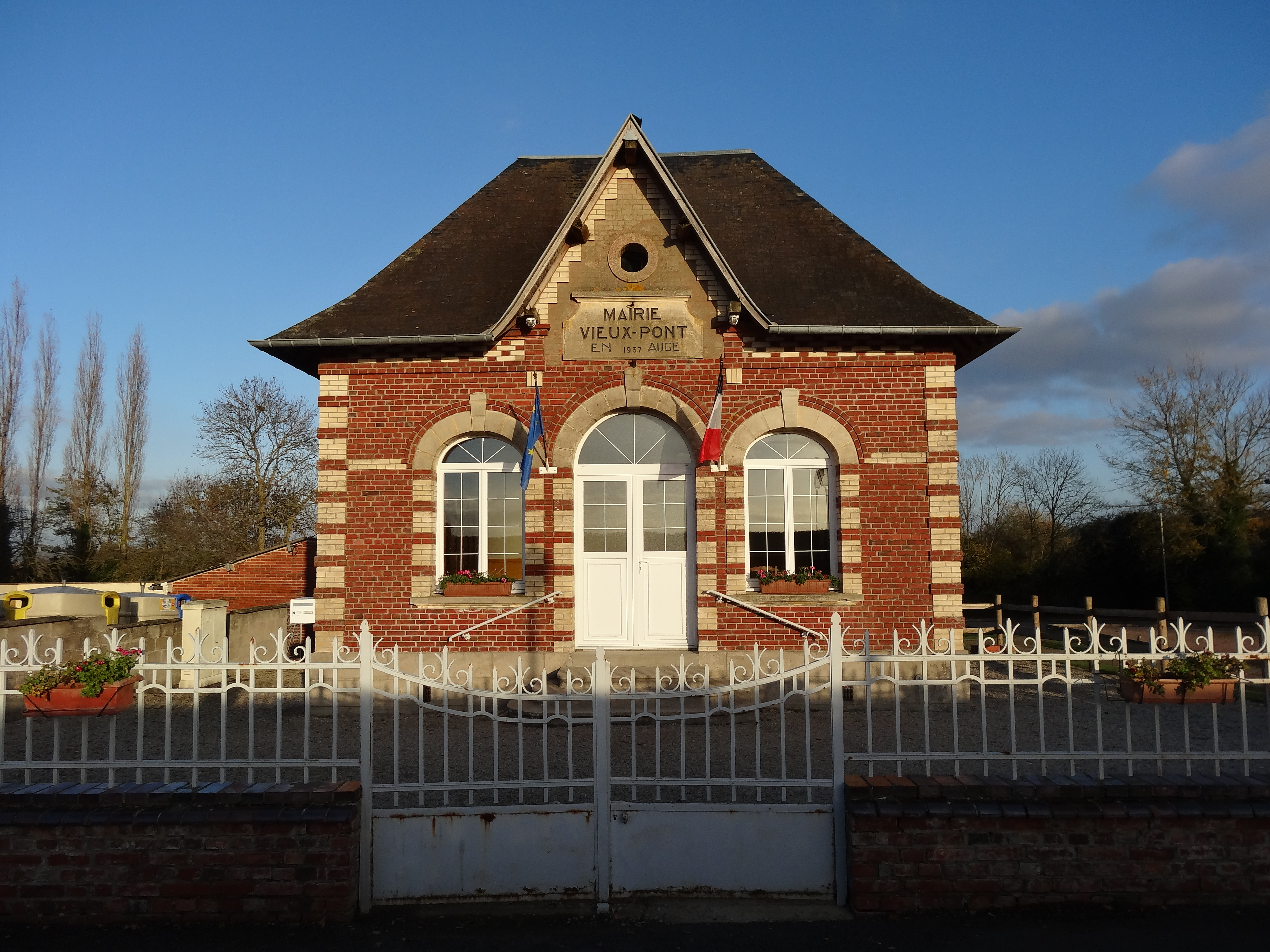
La mairie déléguée.
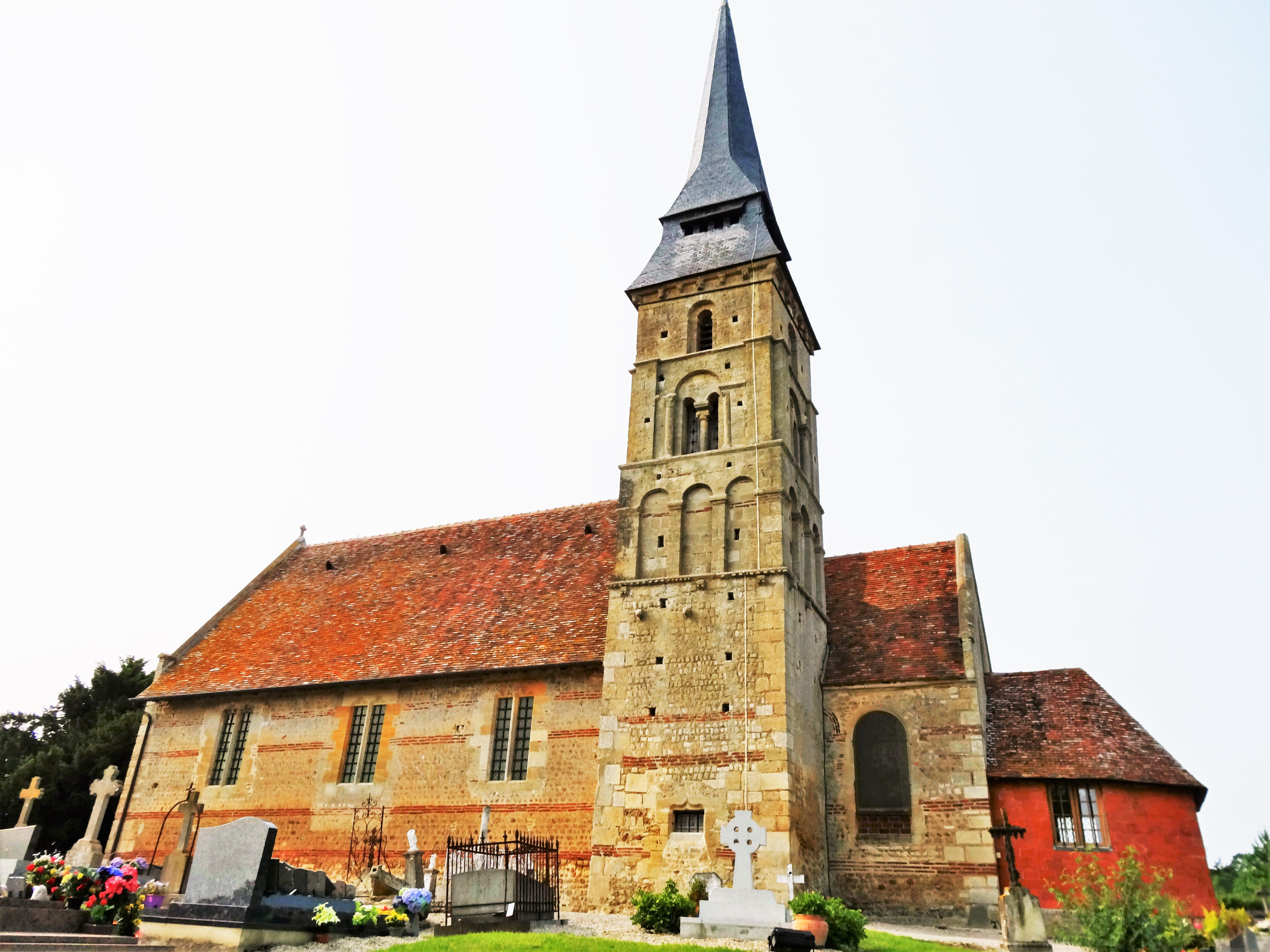
L'église...
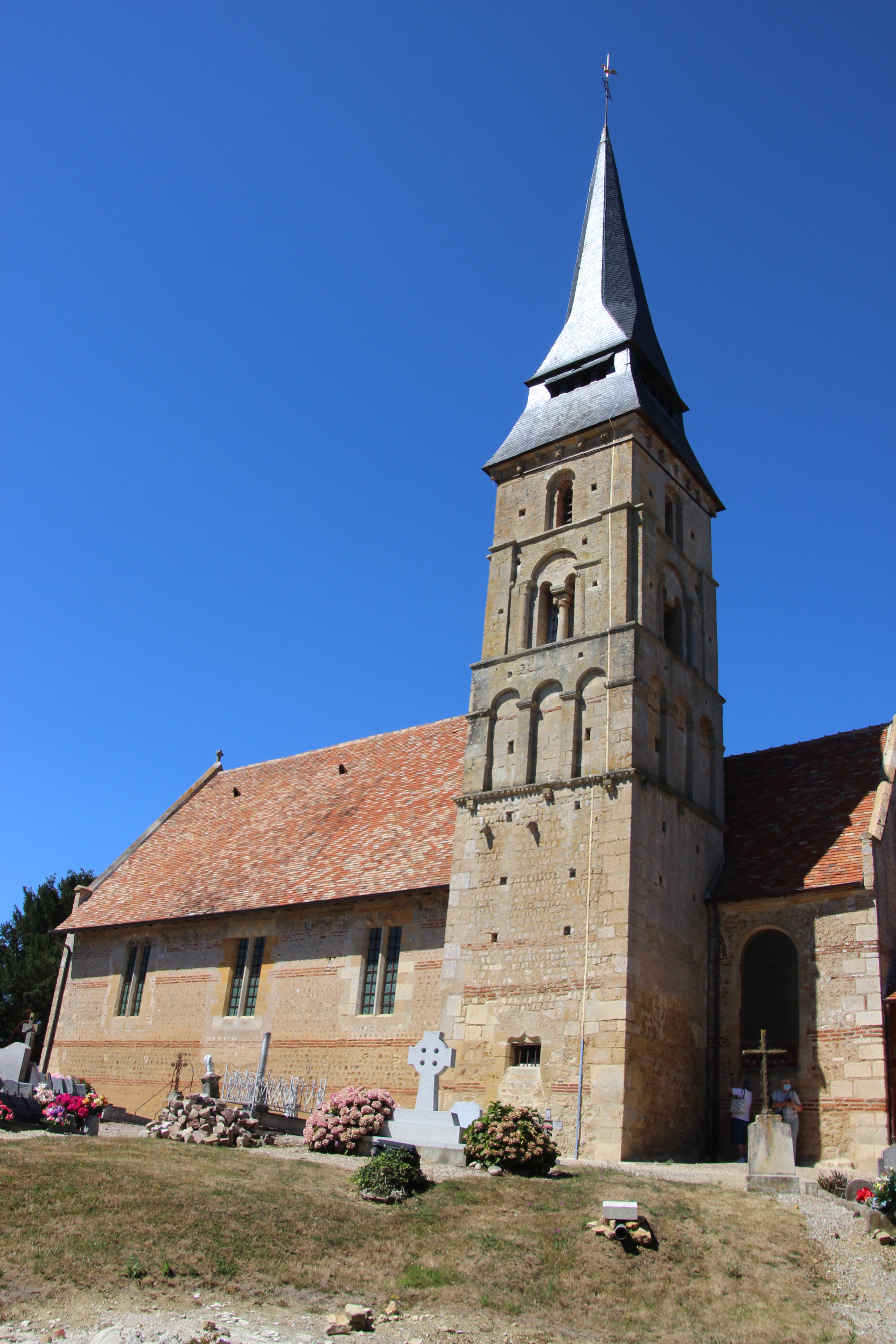
... et son clocher.
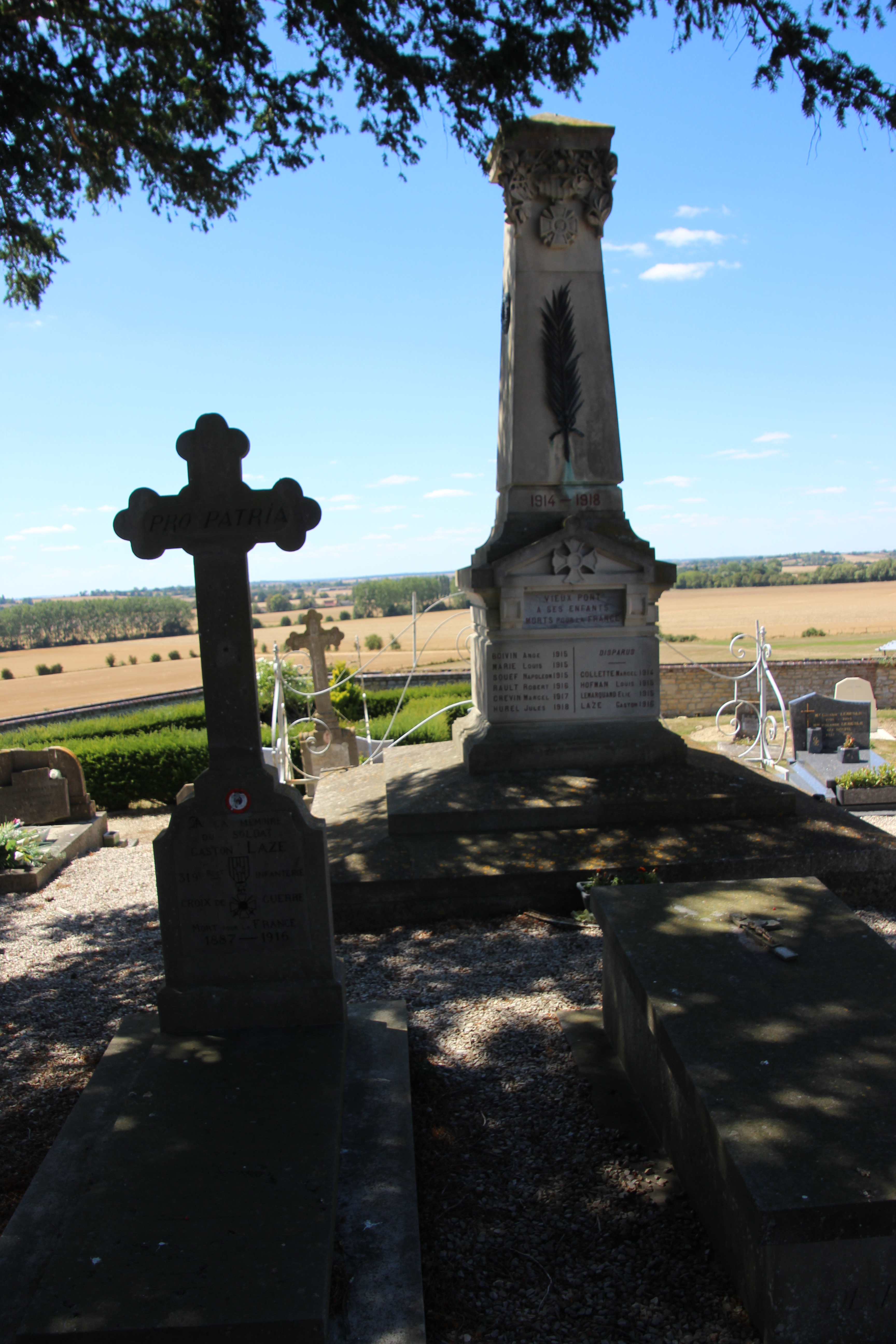
Le monument aux morts

### Personnalités liées à la commune
- Claude de Simiane de Gordes (1679-1768), religieux catholique français, évêque de Saint-Paul-Trois-Châteaux (1717-43) et abbé de Saint-Pierre-sur-Dives , y est mort..
- Jacques Charles René Delaunay (1738-1825), général français de la Révolution et de l'Empire né et mort dans la commune
- Pierre-Louis Bonnet de Mautry (1743-1807), député-maire de Caen sous la Révolution française.
- Plancher Valcour (1751-1815), comédien, dramaturge et directeur de théâtre.
- Robert Motte (1754-1829), général français de la Révolution et de l'Empire, y est né.
- François Leroy (1759-1799), homme politique et avocat, y est mort
- Eustache-Marie Courtin (1769-1839), magistrat et haut fonctionnaire français, auteur de l'Encyclopédie moderne, y est né.
- Ferdinand Barbedienne (1810-1892), industriel, y est né.
- Georges de Dramard (1838-1900), peintre, y est né.
- Jean Piel (1902-1996), écrivain, éditeur, philosophe et critique français, y est né.
- Jacques-Pierre Amette (né en 1943), écrivain et critique littéraire français, y est né.
- Églantine Rayer (2004- ), coureuse cycliste française, double championne de France 2021, est licenciée à l'US Pétruvienne Cycliste[109]

### Héraldique
| Blason de Saint-Pierre-en-Auge | Blason  | D'azur à deux clés renversées d'or passées en sautoir. |
| Blason de Saint-Pierre-en-Auge | Détails | Au 1er janvier 2017, les communes de Boissey, Bretteville-sur-Dives, Hiéville, Mittois, Montviette, L'Oudon, Ouville-la-Bien-Tournée, Sainte-Marguerite-de-Viette, Saint-Georges-en-Auge, Saint-Pierre-sur-Dives, Thiéville, Vaudeloges et Vieux-Pont-en-Auge ont fusionné pour former la commune nouvelle de Saint-Pierre-en-Auge. La commune de Saint-Pierre-sur-Dives étant la seule d'entre elles à avoir disposé d'un blason, c'est naturellement celui-ci qui sert d'armoiries à la commune nouvelle. Le statut officiel du blason reste à déterminer. |